# Histórias da fundação de Roma (Carracci)
As Histórias da fundação de Roma (Storie della fondazione di Roma, ou Storie di Romolo e Remo, em italiano) é um friso de afrescos pintados em 1590-91 pelos dois irmãos e primo Carracci, família de pintores italianos da chamada Escola de Bolonha, e que se destinaram a decorar o topo das quatro paredes do salão nobre do Palazzo Magnani, em Bolonha, onde ainda se encontram.
O friso foi encomendado aos Carracci por Lorenzo Magnani para celebrar, de acordo com uma hipótese geralmente aceite, a nomeação da sua família como membro do Senado de Bolonha. Os Magnani foram uma família nobre e rica bolonhesa, cuja fortuna há muito se desvaneceu com a expulsão de Bolonha da família Bentivoglio a que estavam ligados.
Em catorze painéis narrativos, distribuídos pelas quatro paredes do salão (três nas paredes menos largas e quatro nas mais largas), contam-se as histórias da fundação de Roma, cujos protagonistas são, obviamente, os irmãos míticos Rómulo e Remo.
A maioria dos críticos considera que o líder da obra pictórica foi Annibale Carracci que, naquela época, embora o mais jovem, já se havia imposto como o artista mais dotado dos três, apesar da grande valia dos outros dois membros da família Carracci.

## O conjunto de afrescos do friso

O friso está colocado ao longo das quatro paredes do Salão Nobre do Palácio Magnani. As três primeiras cenas estão na primeira parede curta do salão:
- Rómulo e Remo alimentados pela loba,
- Remo luta com ladrões de rebanhos e
- Remo preso perante o rei Amúlio

Depois, na primeira parede larga, as quatro cenas seguintes:
- O assassínio de Amúlio,
- Abrigo para os refugiados no Monte Capitolino,
- Rómulo traça com o arado os limites de Roma e
- O rapto das Sabinas.

Na parede curta seguinte estão três outros episódios:
- Rómulo dedica a Júpiter Feretrio os despojos do rei Acrone,
- A batalha entre Romanos e Sabinos e
- O assassínio de Tito Tazio.

Sobre a última parede comprida, intercalados pelas janelas a partir das quais o salão recebe luz natural, estão as quatro restantes cenas:
- Roma atingida pela peste,
- O velho capitão de Veios é ridicularizado,
- O orgulho de Rómulo e
- A aparição de Rómulo a Próculo

## Descrição geral
As cenas narrativas estão incorporadas em nichos falsos, emoldurados por um precioso acabamento em mármore amarelo. Sobre este outro elemento ilusionista, por acima e abaixo das histórias de Rómulo e Remo, existem máscaras pintadas com estuque com uma expressão muito variada: humorística, tola, terrível, por vezes com aparências zoomorfas. Em todo o conjunto não existem duas máscaras iguais.
Em todo o revestimento de mármore amarelo, como se fora um parapeito, há um baixo-relevo falso.

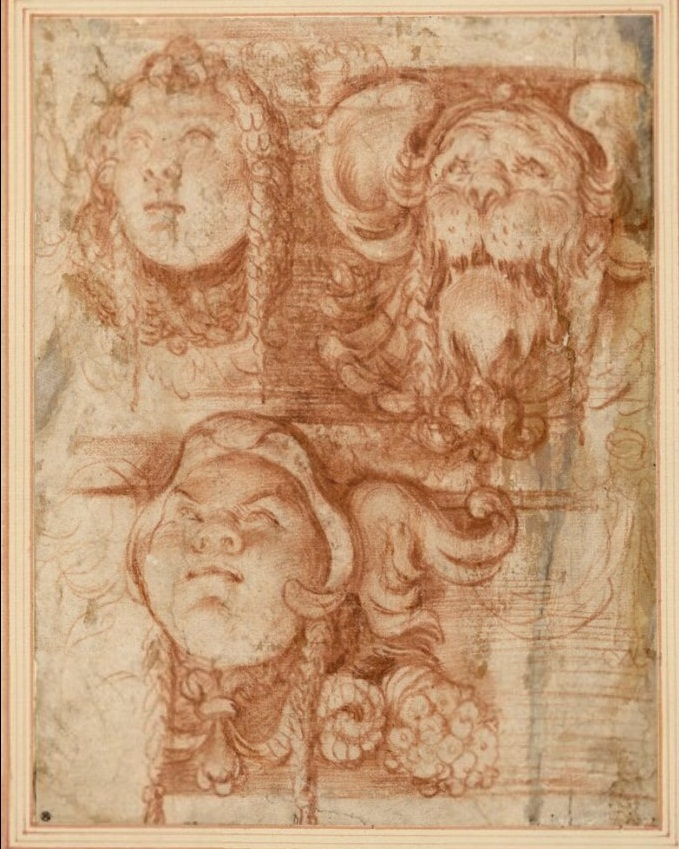
Estudo para as máscaras do Palazzo Magnani, de Annibale ou de Agostino Carracci, Galeria Albertina, Viena

Os quadros narrativos devem ser imaginadas como telas falsas (ou talvez tapeçarias falsas) aplicadas na parede.
É um expediente ilusionista adicional que os Carracci deixam deliberadamente claro na cena de Remo luta com ladrões de gado: no canto superior esquerdo do quadro vê-se o desprendimento da "tela" do seu suporte imaginário.
Em toda a volta do friso, na parte inferior, suportada pelos putti ou pelos sátiros, estende-se uma riquíssima grinalda de flores e frutas.
Numa das paredes, a voltada a sul, a do fim do ciclo, existem três janelas que interrompem o ritmo pictórico. Pelo menos num caso, no entanto, Roma atingida pela peste, Annibale teve a capacidade de incorporar a abertura da janela na composição pictórica.
Finalmente, sob cada episódio da história de Rómulo e Remo, há uma placa oval, enquadrada na simulação de um papiro desenrolado, onde está inscrito um lema latino que resume o significado do afresco.

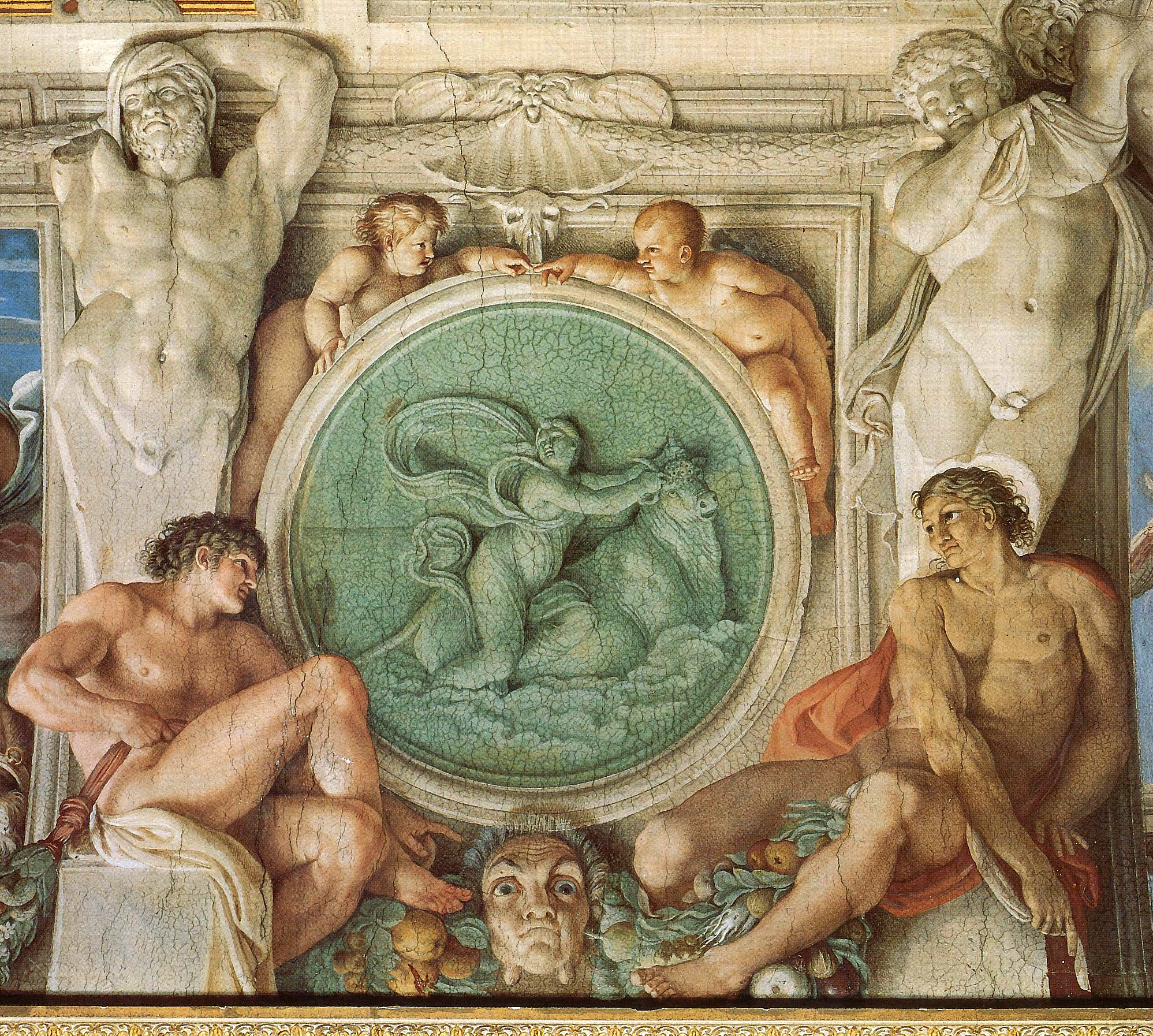
Detalhe do friso no Palácio Farnésio (Roma)

O tour de force ilusionístico do Palazzo Magnani é, ao mesmo tempo, um desenvolvimento das soluções já conseguidas pela oficina dos Carracci no friso com as Histórias de Jasão e Medeia, realizado  alguns anos antes no Palazzo Fava, também em Bolonha, e que constitui uma prefiguração da decoração barroca: muitas das soluções do Palazzo Magnani foram retomadas por Annibale Carracci, mais de quinze anos depois, no Palácio Farnésio (Roma), precisamente, um marco da pintura barroca.
Não é por acaso que as Histórias da fundação de Roma foram definidas como os primórdios do barroco ou, para nas palavras sugestivas de Denis Mahon, «o Adão e a Eva da decoração Barroca».
Sendo generalizada a convicção do papel de liderança de Annibale no friso do Palazzo Magnani é, ao mesmo tempo, controversa a autoria de cada cena por cada um Carracci, excepto em poucos casos em que a atribuição a um deles é mais amplamente aceite.
Além disso, já pelas fontes mais antigas, apenas algumas décadas após o ciclo ter sido concluído, a mão de cada um dos Carracci em cada um das várias partes do friso era substancialmente indistinguível. Carlo Cesare Malvasia, biógrafo bolonhês dos Carracci, considerou que os primos Carracci se orgulhavam da unidade de estilo de que se mostravam capazes, de modo que este historiador relata, numa anedota famosa, que, interrogados sobre a paternidade de cada um dos afrescos, Annibale, Augustine e Ludovico costumavam responder: "É dos Carracci, fizemo-lo todos nós".

## Descrição dos afrescos do friso

### Rómulo e Remo alimentados pela loba

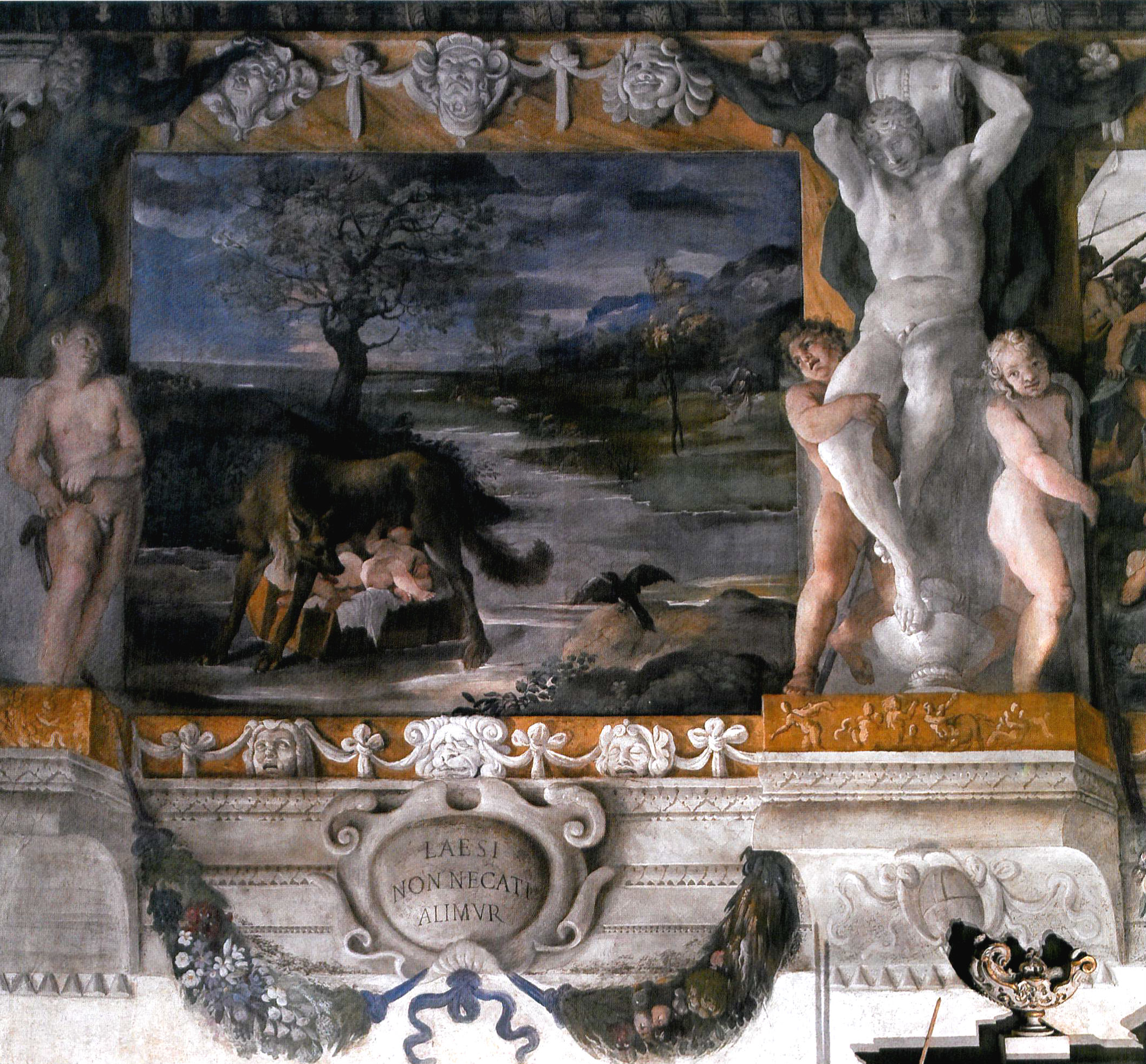
Rómulo e Remo alimentados pela loba

É o episódio inicial da lenda de Rómulo e Remo. Na placa por baixo do afresco pode-se ler LAESI NON NECATI ALIMUR, o que é traduzível por "Feridos, mas não mortos, somos alimentados".
É um dos mais famosos afrescos do ciclo, cuja paternidade é dividida entre Ludovico e Annibale. Para alguns críticos também pode ser um trabalho de quatro mãos, atribuindo a Ludovico o grupo dos gémeos e da loba, enquanto a paisagem grande e bonita em segundo plano seria o resultado do pincel de Annibale.
Em comparação com o desenho preparatório do Louvre, há uma diferença significativa no afresco. No desenho, a figura masculina que acabou de abandonar Rómulo e Remo é saliente e em primeiro plano. Na pintura é apenas uma "silhueta" na distância.

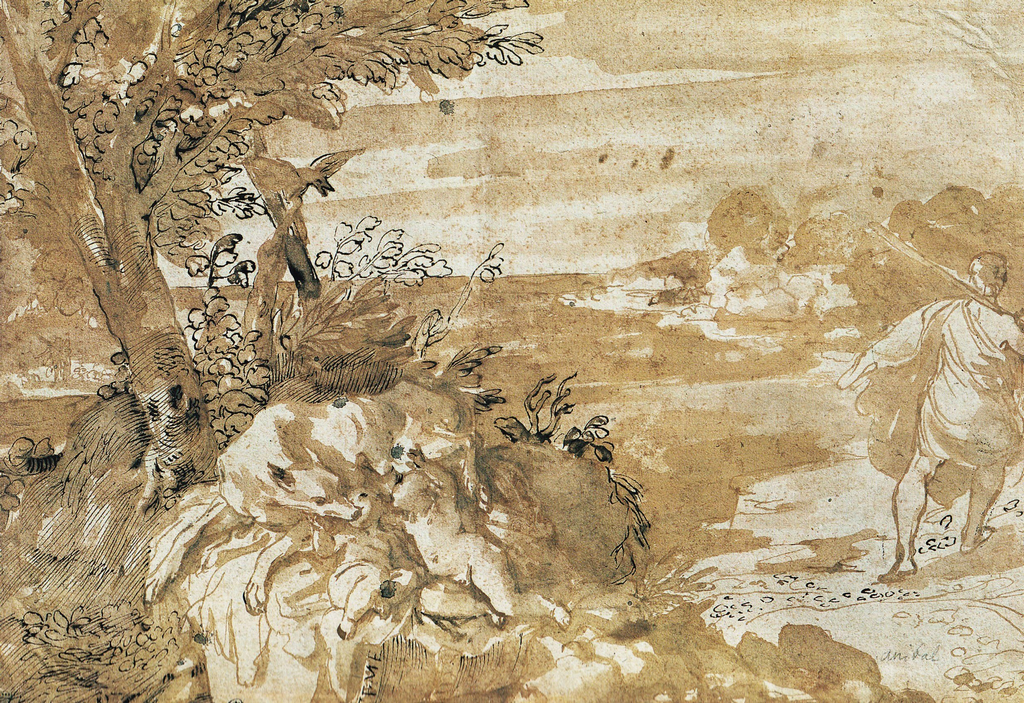
Rómulo e Remo alimentados pela loba, desenho preparatório existente no Louvre

Esta variação poderia ter sido introduzida para salientar a paisagem ou para enfatizar o valor icónico da loba que alimenta os gémeos. A última hipótese também pode ser apoiada por outra diferença entre o desenho e o fresco: no primeiro a loba está deitada, como é natural no ato de lactação, enquanto no afresco está em pé. A variação poderia ter sido introduzida apenas para aproximar a representação do afresco da outra mais famosa, "canónica", desse evento, que é o antigo bronze Lupa Capitolina.
A observação próxima do fresco mostrou que, para a paisagem, não houve nenhum cartão tendo o fundo sido realizado diretamente na parede sem a ajuda de um traço preexistente.
Por fim, é interessante comparar a composição do Palazzo Magnani com outro fresco dedicado ao mesmo tema, Ritrovamento di Romolo e Remo (1596), realizado alguns anos depois por Cavalier D'Arpino para o prestigioso Palazzo dei Conservatori, em Roma. A comparação entre os dois afrescos revela a extrema modernidade da paisagem de Annibale, protagonista da cena tanto, se não mais, que a loba e os gémeos, e capaz com a sua exuberante atmosfera fluvial de consistência material, de envolver emocionalmente o observador no extraordinário evento em cena. Em comparação com esta prova magistral, a composição de D'Arpino aparece em todo o seu convencionalismo, com um fundo paisagístico que é meramente uma quinta, com um tratamento diligente, mas estereotipado, para a cena da descoberta dos irmãos.

#### O mito

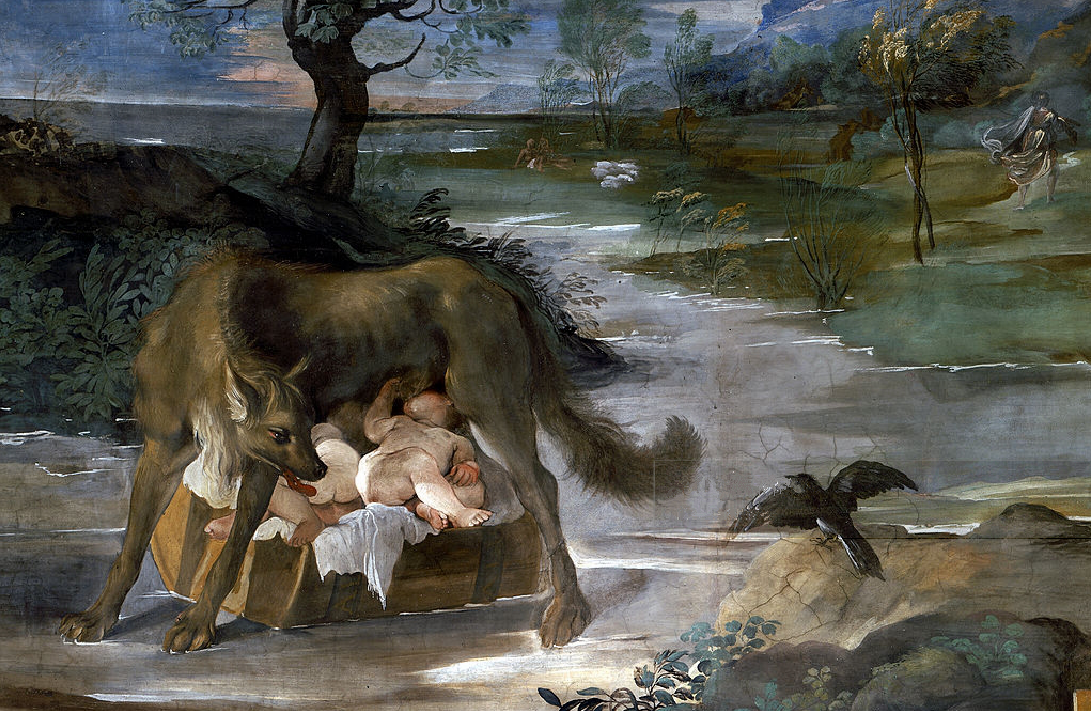
Rómulo e Remo alimentados pela loba, detalhe com paisagem

A fonte seguida pelos Carracci para os afrescos individuais e para a sequência narrativa é a vida de Rómulo conforme foi contada por Plutarco em Vidas Paralelas (Livro I).
A história passa-se em Alba Longa de que é rei Numitor. O irmão do rei, Amúlio, ganancioso e cruel, derruba Numitor do trono e para evitar uma eventual vingança, ordena o assassinato de todos os filhos masculinos do seu irmão, enquanto a única filha do rei, Reia Sílvia, é obrigada a tornar-se vestal, um papel sacerdotal que implicava a obrigação da castidade. Desta forma, Amúlio pretendia evitar o risco de a filha de Numitor tivesse algum descendente masculino que pudesse reivindicar legitimamente o trono. Mas Marte, deus da guerra, apaixona-se por Reia Sílvia e esta engravida gerando dois gémeos: Rómulo e Remo.

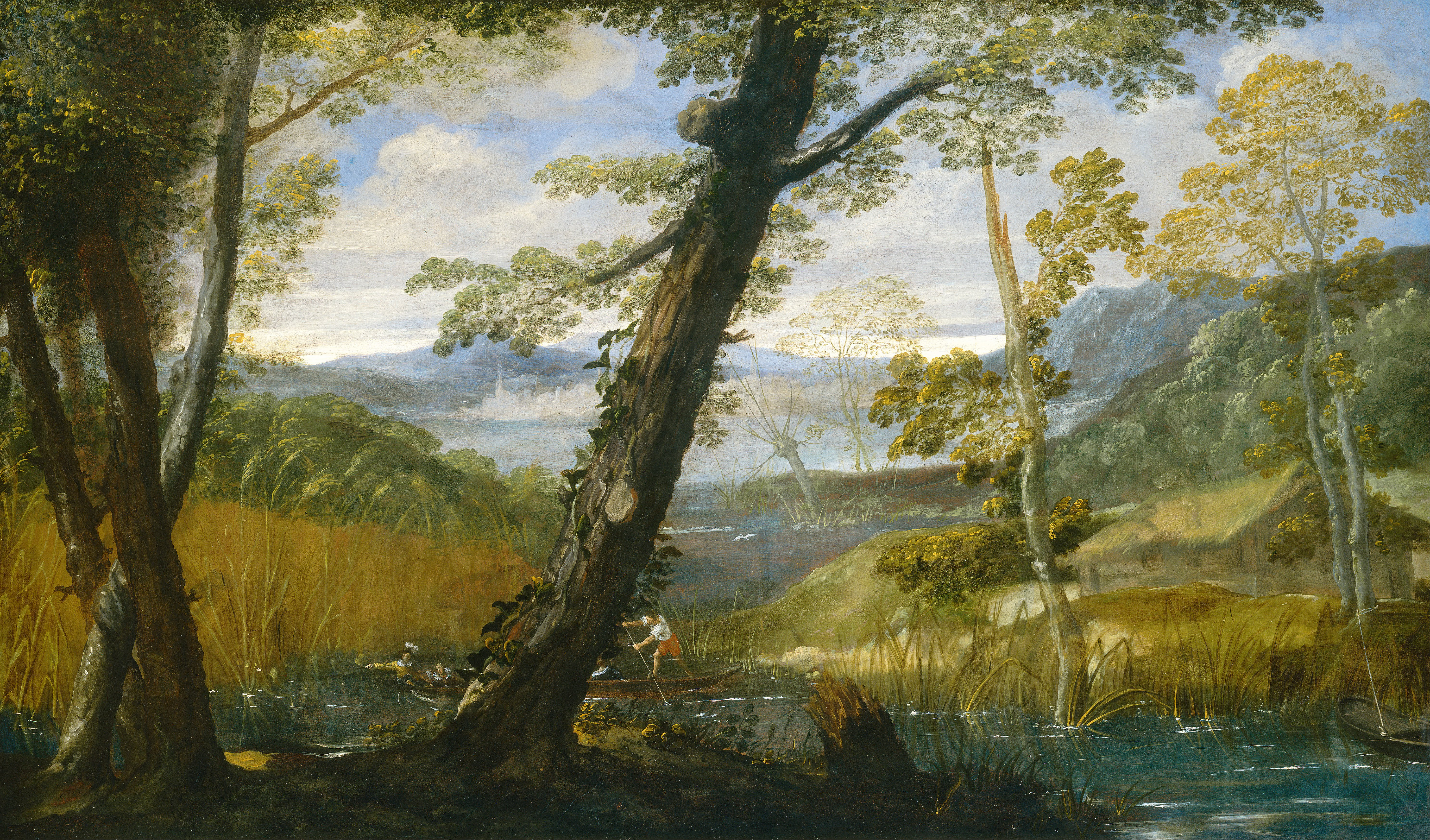
Paisagem fluvial (1590 ca.), Annibale Carracci, National Gallery of Art, Washington.

Amúlio, furioso com o acontecido, ordena o assassinato das duas crianças. Mas o soldado (ou pastor) encarregado de matar Rómulo e Remo não tem coragem de cometer um infanticídio. Abandona, assim, os dois meninos nas águas do Tibre, metendo-os numa caixa de madeira.
A corrente do rio leva a caixa para a margem, onde, sob uma figueira, uma Figueira Ruminal, os gémeos são abordados por um loba. A fera, em vez de devorar os pequeninos, aleita-os como se fossem suas crias, assegurando a salvação deles. Há também um pica-pau, o pássaro preto que descansa em um cômoro que se eleva das águas. É outro dos animais que no texto de Plutarco contribuiu para a alimentação dos gémeos antes de serem encontrados pelo pastor Fáustulo, que, depois, com sua esposa criará os dois infantes.

### Remo luta com ladrões de rebanhos

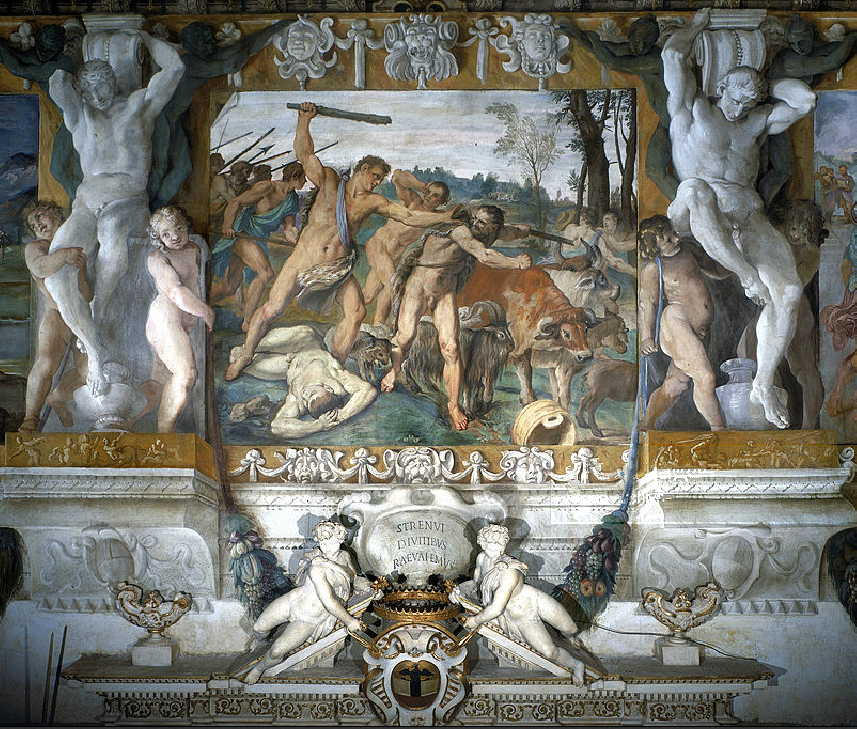
Remo luta com ladrões de rebanhos

O significado do afresco é descrito na inscrição «STRENUI DIVITIBUS PRAEVALEMUS», que pode traduzir para: valorosos, prevalecemos sobre os ricos».
A composição tem sido considerada próxima duma famosa gravura de Marcantonio Raimondi, baseada numa invenção de Raffaello, que descreve o Massacre dos Inocentes, do qual foi derivado o esquema compositivo geral.
Para a figura única de Remo, ele propôs identificar o modelo no Ercole de Antonio del Pollaiolo que aparece na pintura Hércules e a hidra, enquanto a figura caída à esquerda tem sido associada à figura de Fetonte representada num sarcófago que está agora guardado na Galeria Uffizi.

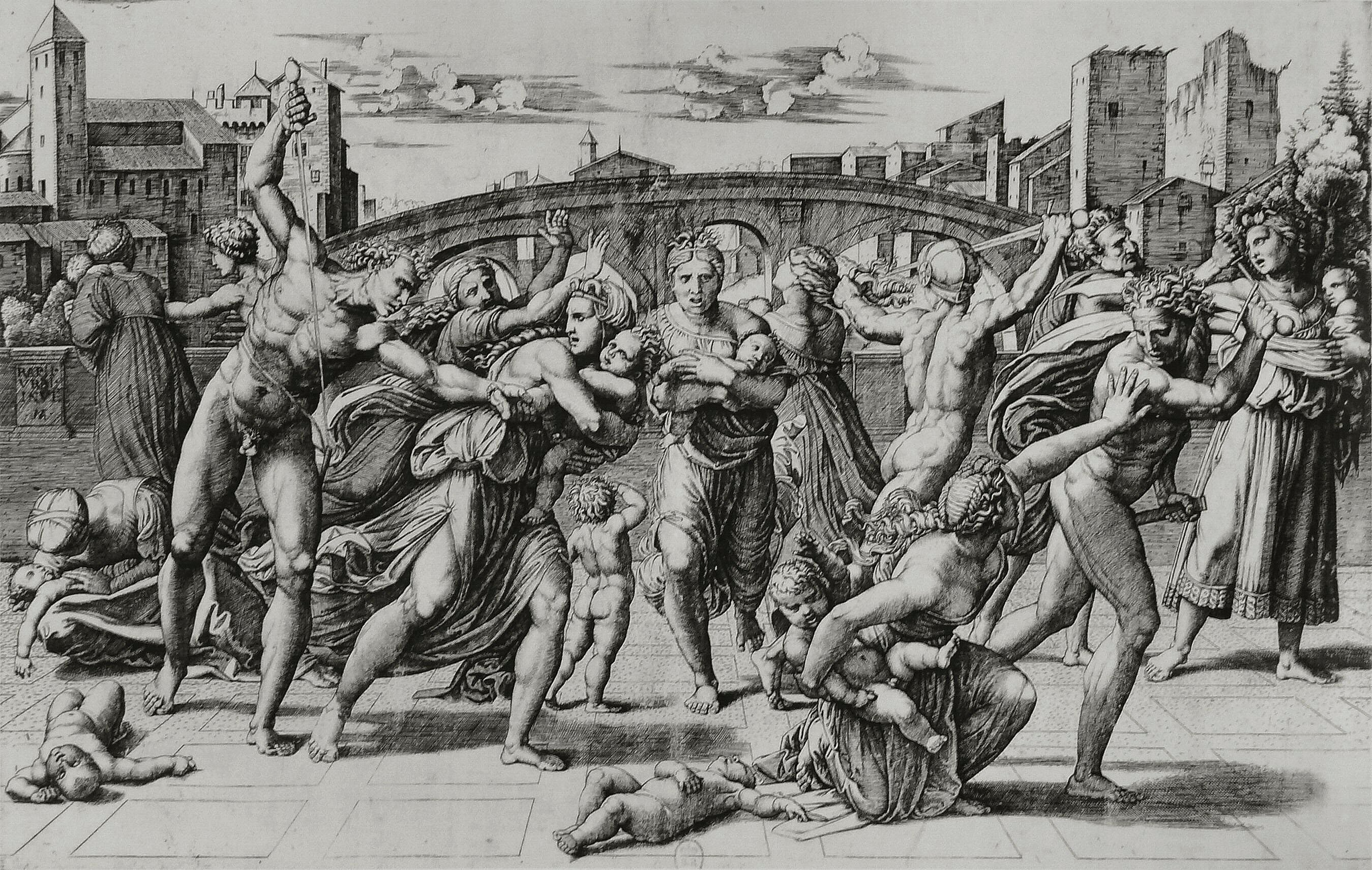
Matança dos inocentes (1509 ca.), gravura de Marcantonio Raimondi a partir da pintura homónima de Raffaello

O fresco deve ser lido em termos reivinditivos e polémicos, como se retira da inscrição latina. Aqui é vincadamente afirmado, de facto, que os Magnani se opuseram vitoriosamente aos privilégios da casta - referindo-se à aristocracia bolonhesa que se opunha a sua ascensão - com valor e coragem pessoal.
Notável é o detalhe da máscara à esquerda, na extremidade baixa, com a expressão aterrorizada porque um dos mortos na luta cai sobre ela. É um dos exemplos mais eloquentes da participação de elementos decorativos no ciclo narrativo, muitas vezes com acentos grotescos e humorísticos, que é um dos aspectos mais importantes do refinado ilusionismo do friso Palazzo Magnani.
No gabinete de desenhos e gravuras do Louvre há um desenho evidentemente ligado a este afresco. Para alguns autores trata-se de um estudo preparatório, que é devido a Annibale, enquanto outros consideram que é uma cópia do desenho inicial que se perdeu.
Por fim, não é coincidência que o episódio da luta com os ladrões do rebanho esteja sobre a lareira onde está celebrada em afresco a Lupercale  (ver imagem inicial do salão nobre).

#### O mito

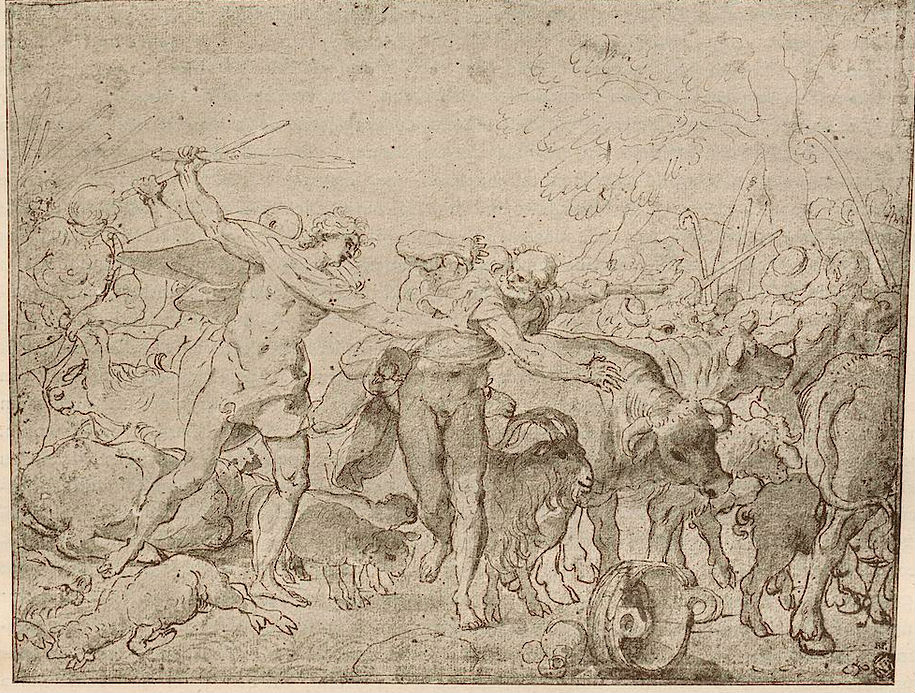
O desenho do Louvre

O episódio representado corresponde às frequentes lutas que tanto Remo quanto Rómulo - ainda desconhecedores das suas verdadeiras origens - costumavam ter com os pastores ao serviço de Numitor envolvidos no roubo de gado, confrontos em que os dois jovens irmãos já demonstravam a sua coragem incomum.
Ovídio, de fato, em Fastos (II, 359-378), fonte que neste caso se sobrepõe ao texto de Plutarco, conta que Rómulo e Remo foram avisados da devastação dos rebanhos, enquanto estavam participando em jogos da Lupercalia. Como ainda estavam semi-nus, como o rito exigia, lançaram-se na busca dos bandidos e foi Remo, como se observa na pintura, o primeiro a alcançá-los e enfrentá-los. Apenas a retomada deste passo ovídico explica - não apenas a localização do fresco em correspondência com o da lareira, mas também a veste peculiar de Remo.

### Remo preso perante o rei Amúlio

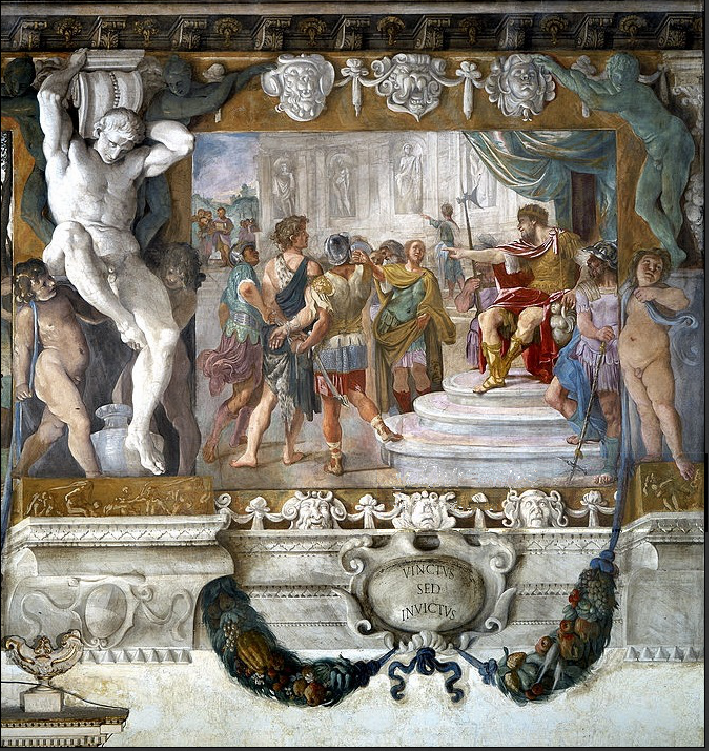
Remo preso perante o rei Amúlio

Como diz o lema "VINCTUS SED INVICTUS", "derrotado, mas não vencido", Remo aparece ao usurpador cheio de orgulho. E é precisamente o orgulho do prisioneiro que induzirá Numitor, num segundo momento, a perceber que aquele jovem tem algo de especial e, assim, a descobrir - provavelmente graças à ajuda divina - que Remo é seu neto, filho da sua filha Rea Silvia, e que, portanto, não está morto. Da mesma forma, Numitor descobre que o irmão gémeo de Remo, Rómulo, também foi salvo.
Enquanto isso, Fáustulo - visto ao longe à esquerda da cena - entra na cidade de Alba Longa com o berço em que Rómulo e Remo foram atirados às águas do Tibre. O berço é imediatamente reconhecido: o destino dos dois gémeos, cuja verdadeira identidade se descobrirá em breve, a qual eles próprios são ainda desconhecedores, está prestes a ser cumprido.

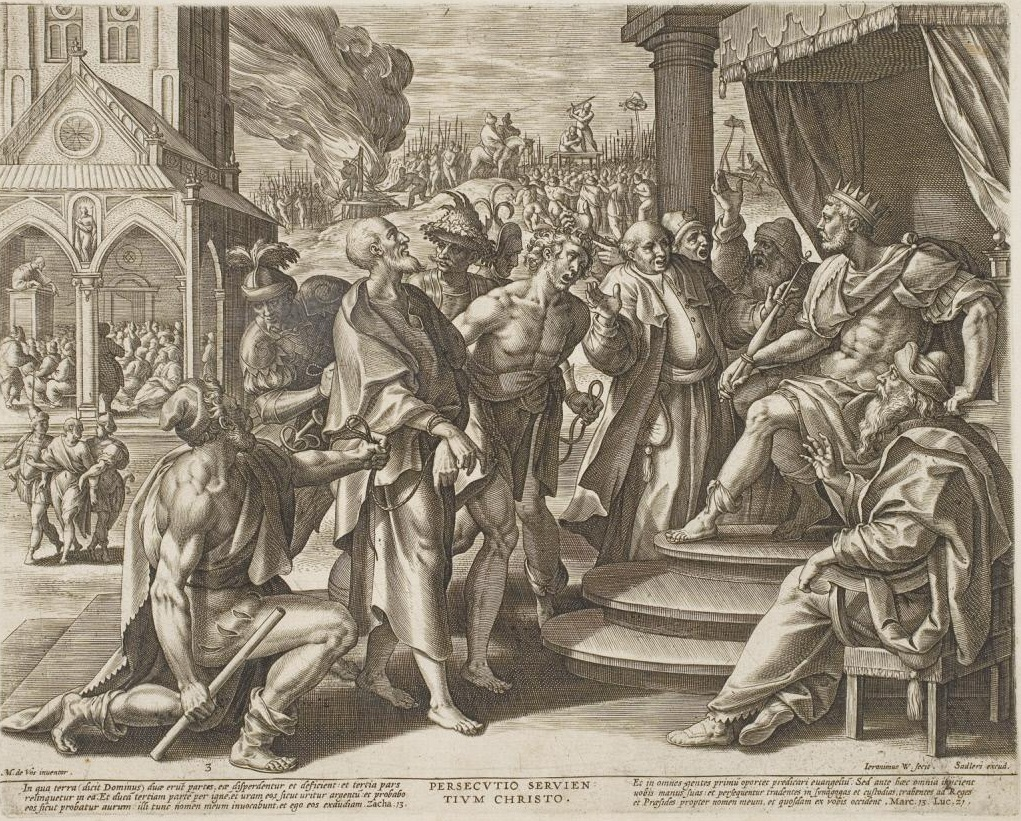
Persecuito Servientum Christo (1583), gravura de Jan Sadeler I a partir de desenho de Marten de Vos

O afresco mostra uma semelhança significativa com uma gravura desenhada a partir de um desenho de Marten de Vos que representa a Persecutio Servientium Christo e que foi provavelmente um modelo para este afresco Magnani.
A atribuição deste afresco varia entre Agostino e Annibale (também é formulada a hipótese de um trabalho pelos dois irmãos), sendo um elemento a favor do mais jovem o emblema que decora o braço do trono de Amúlio que é exatamente o mesmo que se vê no trono da Virgem de São Mateus de 1588.

#### O mito
As discussões contínuas com os homens de Numitor fizeram com que estes, em vingança pelas derrotas que sofreram, levassem Remo ao seu senhor para que o castigasse. Numitor, que já não era rei por ter sido deposto por Amúlio, considera que o castigo de Remo deveria ser autorizado pelo novo soberano. E, como se vê no fresco, o gémeo de Rómulo é conduzido perante Amúlio, o rei ilegítimo de Alba Longa.

### O assassínio de Amúlio

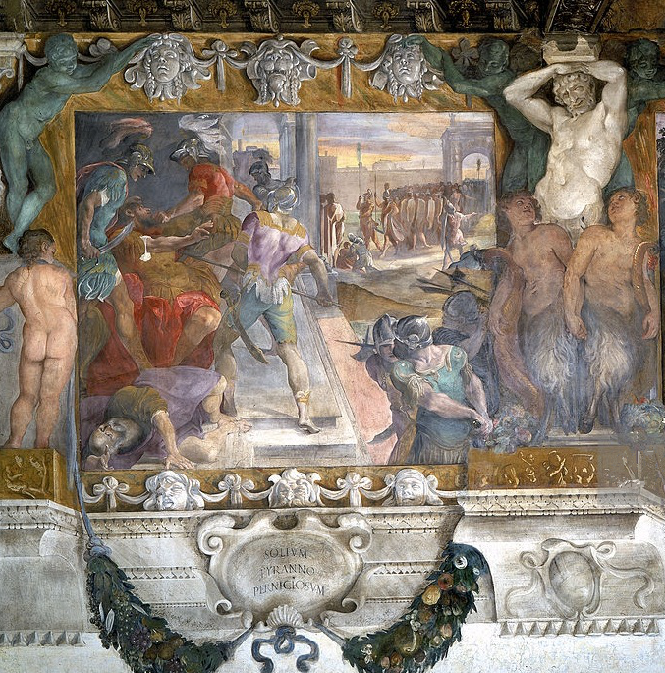
O assassínio de Amúlio

O lema latino que descreve o afresco, "SOLIUM TYRANNUM PERNICIOSUM", que pode ser traduzido para "o trono prejudica o tirano", é talvez um aviso dos riscos de um exercício despótico de poder.
No afresco, enquanto Rómulo conduz uma revolta popular dentro dos muros de Alba Longa, Remo ataca Amúlio com um golpe de lança, enquanto um dos seus camaradas agarra o tirano pelo cabelo e outro pela barba.
Ao fundo vê-se Rómulo a tomar de assalto a cidade ao comando de um grupo de homens armados, que seguindo o texto de Plutarco, são precedidas por um soldado que como insígnia porta uma haste em cuja extremidade tem preso um feixe de erva.
A eficácia com que no afresco é desenhada a estocada de Remo é talvez uma recuperação de modelos antigos, em particular os relevos de sepulcros com cenas de Amazonomaquias ou o que representa a matança do javali caledónio por Meleagro.

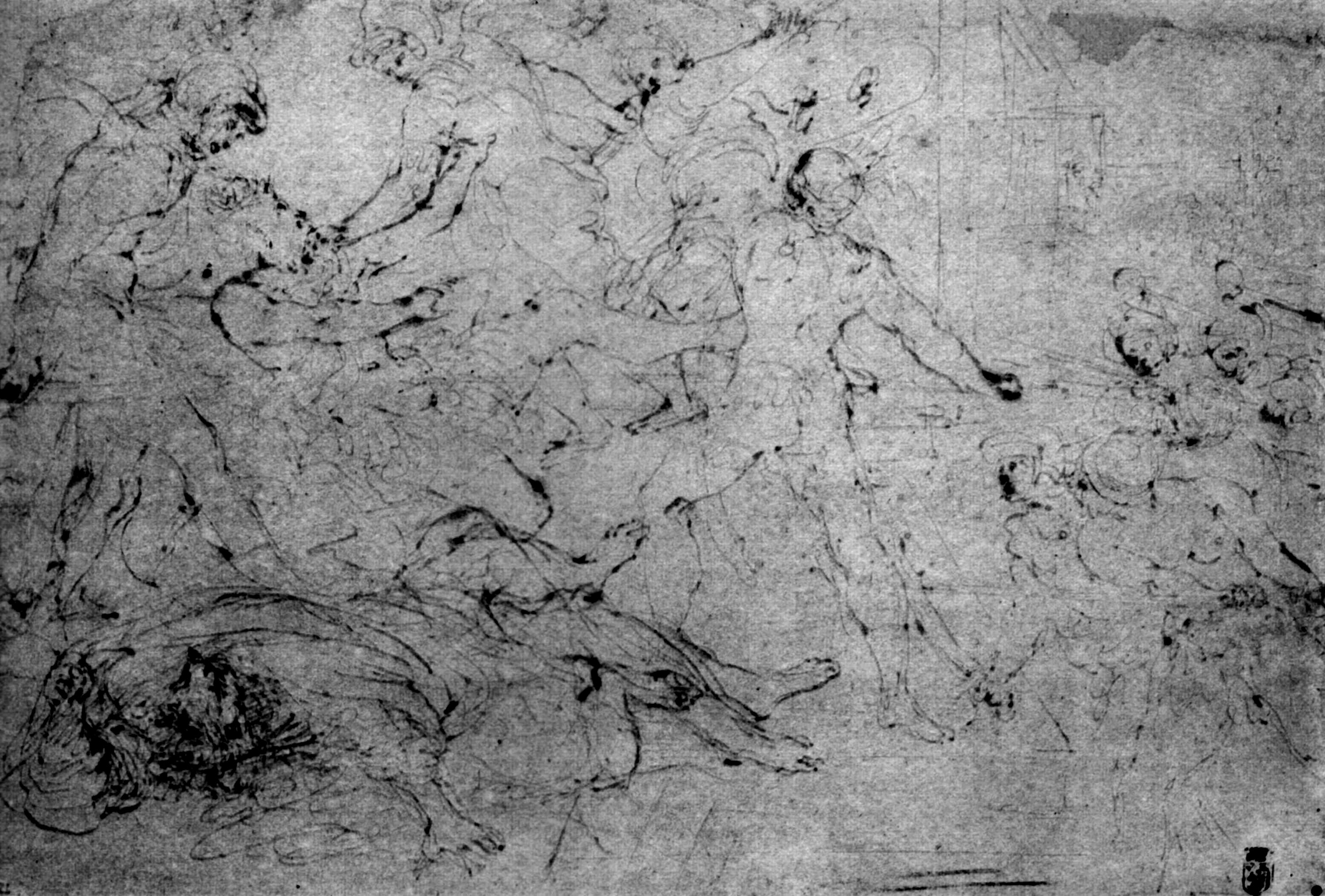
O desenho preparatório de Ludovico Carracci, no Kupferstichkabinett de Berlim

Para este afresco foi proposto como fonte inspiradora da composição uma gravura de Jan Sadeler I extraída de uma obra de Marteen de Vos retratando o episódio bíblico em que David que aplaca a ira do rei Saul tocando uma cítara.
O afresco é atribuído principalmente a Ludovico Carracci, sendo considerada uma das suas melhores obras, como parece demonstrar a semelhança do gesto do companheiro de Remo que puxa o cabelo de Amúlio com o gesto análogo do atormentador que se vê em Flagellazione di Douai, outra bela obra de Ludovico..

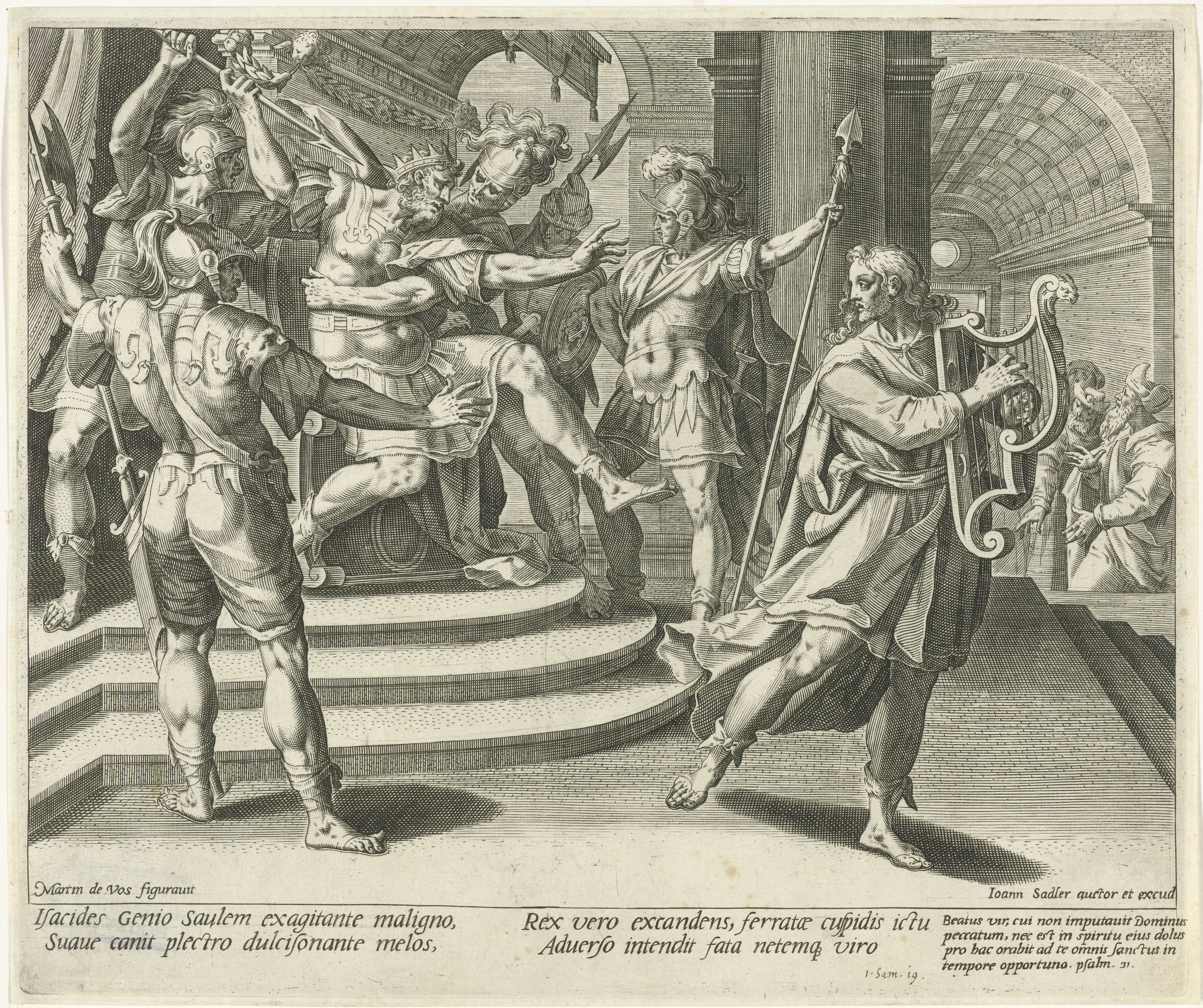
David aplaca a ira do rei Saul com a cítara (1580-1596), gravura de Jan Sadeler I

De Ludovico é também o desenho preparatório que se conserva no Kupferstichkabinett de Berlim.

#### O mito
Numitor interroga Remo e percebe de imediato que se trata do seu neto, circunstância de que o próprio Remo toma conhecimento. Também a Rómulo foi sonegada por Faústolo a sua verdadeira identidade. O velho e deposto rei de Alba Longa combina com os seus netos o derrube de Amúlio. Rómulo toma de assalto a cidade ao comando de um grupo de homens armados e Remo com a ajuda de companheiros mata Amúlio com um golpe de lança.
Segundo Plutarco, as tribos comandadas por Rómulo são precedidas por um soldado que como insígnia leva uma vara em cuja extremidade tem preso um feixe de erva. De acordo com este historiador, a partir desse momento, os soldados com esta função foram chamados de manipulari, termo donde deriva manípulo que foi a formação básica do exército romano durante muitos séculos.

### Abrigo para os refugiados no Monte Capitolino

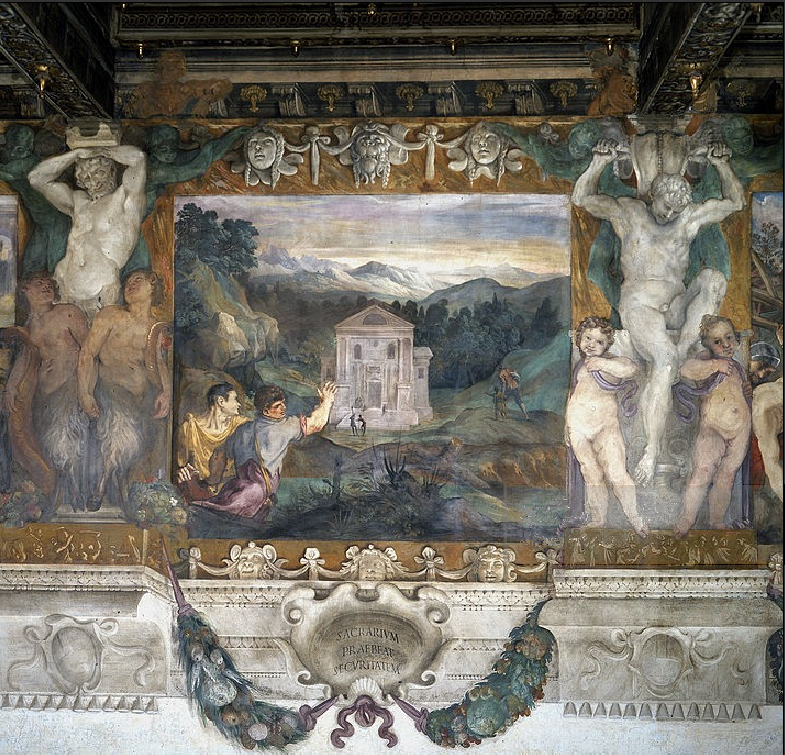
Abrigo para os refugiados no Monte Capitolino

O lema «SACRARIUM PRAEBEAT SECURITATEM» significa «o santuário oferece segurança» e, em paralelismo com o destino dos compradores, poderia aludir à própria construção do Palazzo Magnani.
No afresco pode-se ver os novos habitantes de Roma a chegar de muitas partes. Em primeiro plano do lado esquerdo vêm-se dois deles quando um deles aponta vistosamente para o templo do Capitólio com um braço. A escala das pessoas que correm para o refúgio, em comparação com os dois em primeiro plano que fazem de "repoussoir" face às pequenas "silhuetas" dos mais próximos do edifício, acentua a sensação de profundidade da cena.
Nesta pintura dedicada ao episódio da fundação no Monte Capitolino de um templo dedicado ao Deus do Asilo, há um anacronismo em relação às fontes. A construção do templo foi, de fato, posterior à fundação de Roma (a que se dedica a cena seguinte), uma circunstância para a qual a crítica ainda não encontrou uma explicação, parecendo improvável ter havido uma adulteração de Plutarco que, no resto do ciclo, é seguido fielmente.

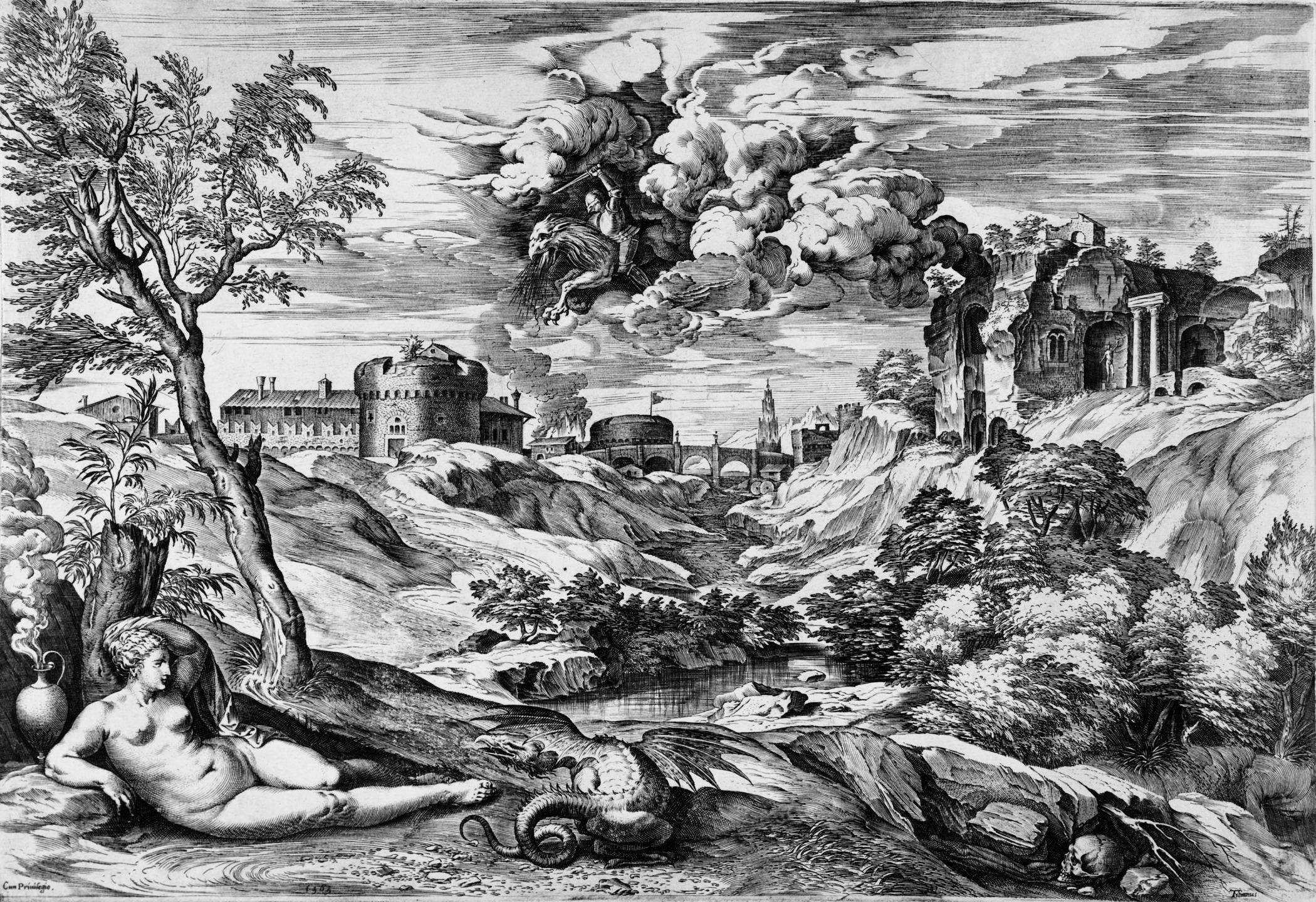
Ruggero salva Angelica, Cornelis Cort

Há um largo consenso na atribuição do afresco a Agostino Carracci destacando-se pela beleza da vasta paisagem de tipo veneziano que envolve o templo branco recentemente construido, tendo sido possivelmente inspirado nas obras do excelente gravador holandês Cornelis Cort.
O templo capitolino desenhado por Agostino Carracci terá servido de modelo, um decénio mais tarde, ao arquiteto Giulio della Torre para a fachada da igreja de Santa Cristina da Fondazza, em Bolonha, erigida em 1602.

#### O mito
Depois de terem morto Amúlio, Rómulo e Remo repuseram Numitor no trono de Alba Longa, mas não quiseram viver nesta cidade e decidiram procurar uma nova. Entretanto, foi construído no Monte Capitolino um templo  para dar abrigo aos muitos que de Alba Longa e doutros lugares seguiram os dois gémeos para escapar a um destino adverso: escravos, fugitivos, devedores em fuga dos credores e todo o tipo de pessoas ansiosas de um novo recomeço.

### Rómulo traça com o arado os limites de Roma

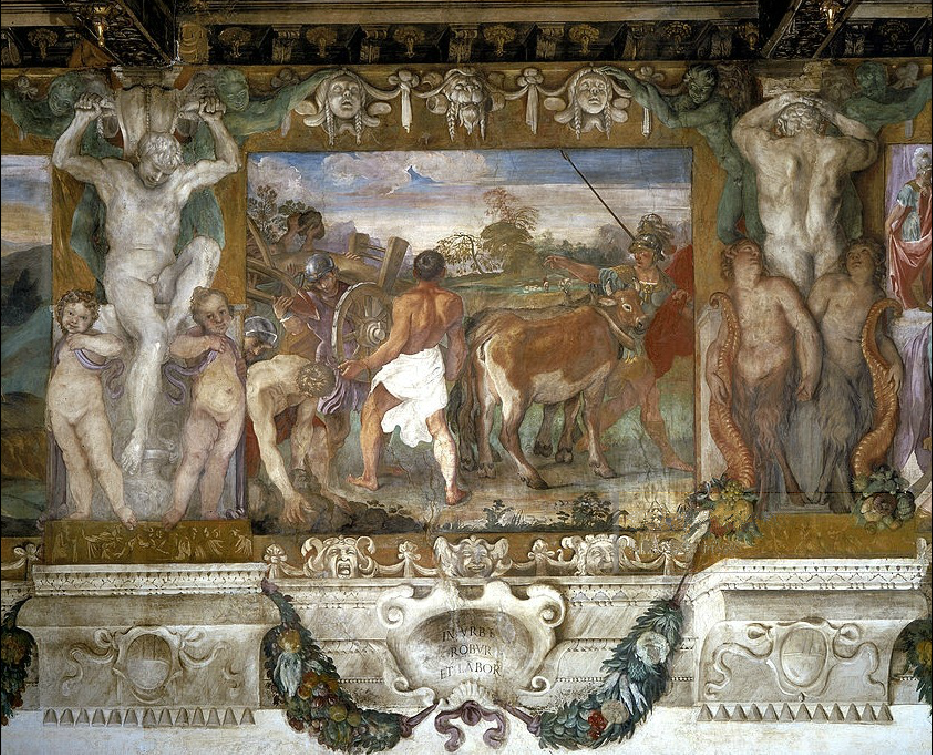
Rómulo traça com o arado os limites de Roma

A inscrição «IN URBE ROBUR ET LABOR» ("na cidade, força e trabalho") é talvez um voto para a ultrapassagem da má época em que Bolonha vivia enfrentando uma gravíssima fome.
Este afresco representa o momento em que Rómulo marca com um arado a fronteira de Roma literalmente conforme o texto de Plutarco.
Mesmo o detalhe do levantamento da ponta do arado é reproduzido fielmente no fresco. Sob o comando de Rómulo, dois ajudantes, um com um elmo e o outro de tronco descoberto e apenas com um pano branco em volta da cintura, elevam o arado para deixar livre um espaço para uma porta de entrada na cidade.

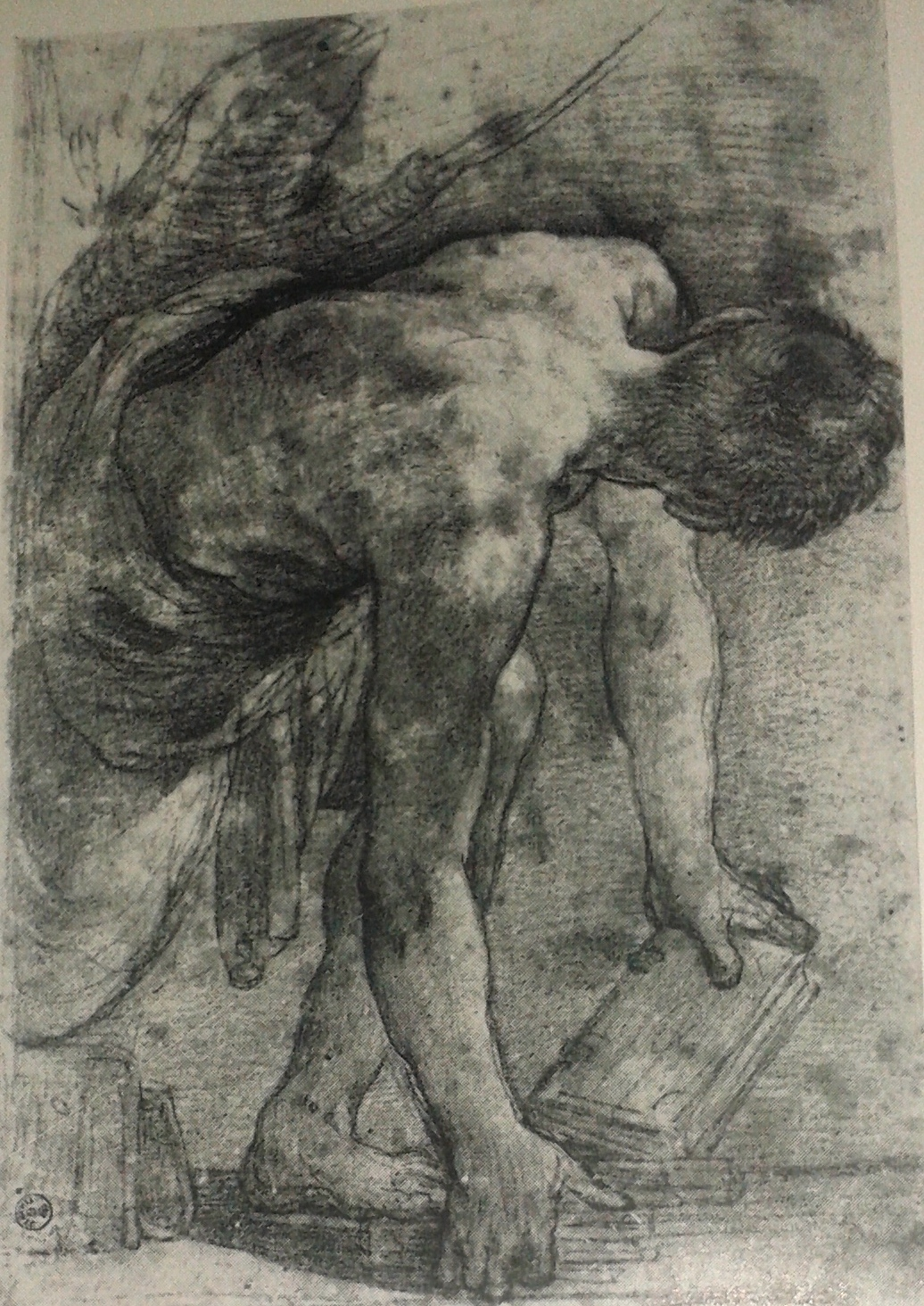
O estudo dos Uffizi

A figura mencionada em primeiro plano à esquerda foi associada à têmpera sobre cartão de Rafael, Pesca milagrosa, que fez parte da preparação para as tapeçarias da série do Vaticano e, em particular, à pose dos Apóstolos que estão a puxar as redes.
Para esta mesma figura, conserva-se no Gabinete de Desenhos e Gravuras dos Uffizi um estudo atribuído a Annibale que é considerado como a principal base para a realização deste fresco.
Este desenho dos Uffizi é de particular interesse, pois mostra como Annibale não se limitou à transposição do modelo renascentista dos pescadores apostólicos de Rafael, mas procurou reelaborar esse modelo ao "vero". O desenho é claramente um estudo ao vivo de um modelo, talvez um rapaz da própria oficina, que usa um grande livro (talvez o primeiro objeto volumoso encontrado à mão), em lugar de um torrão de terra, de modo a mostrar ao pintor de forma realista a representação da pose e do esforço da tarefa..
A gama de castanhos, o paisagismo em perspectiva e o céu atmosférico refletem o grande interesse de Annibale pela pintura veneziana quando da execução desta pintura.

#### O mito
Em Vidas paralelas lê-se que enquanto Rómulo guiava o arado, outros desbastavam os torrões levantadas no sulco e é precisamente isto que o personagem em primeiro plano à esquerda está a fazer, reclinado para a frente e com as mãos na terra.
Plutarco prossegue narrando que o sulco era interrompido, levantando do solo a ponta do arado, correspondendo aos espaços em que as portas seriam abertas nos muros. É esta a razão para somente os muros, e não as portas, serem consagradas aos deuses, permitindo o trânsito pela cidade mesmo de coisas "necessárias, mas impuras".

### O rapto das Sabinas

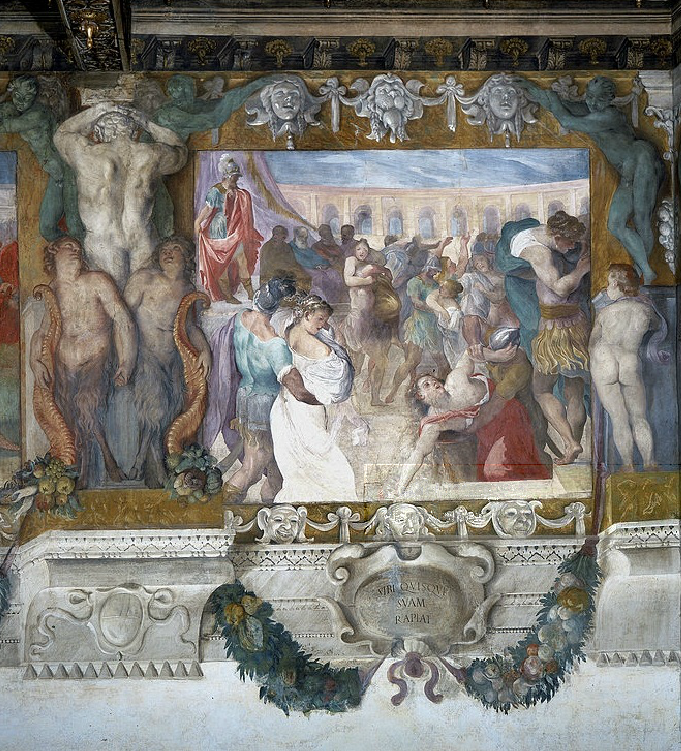
O rapto das Sabinas

O lema subjacente ao fresco «SIBI QUISQUE SUAM RAPIAT» ("cada um tome para si a sua", ou seja, que cada um agarre apenas uma mulher para fazer dela sua esposa), é fiel ao sentido da narração de Plutarco e os episódios do afresco são todos cenas de casal: um romano para uma só sabina.
No afresco, o acontecimento ocorre dentro de um êxedra: à esquerda Rómulo, num pódio, com uma túnica verde e capa vermelha, acabou de dar o sinal com a capa e os romanos avançam sobre as mulheres. Nos vários pares individualizados da composição geral, encontram-se citações de obras do Renascimento e talvez reminiscências clássicas. Por exemplo, no primeiro par à esquerda (o homem verde e a mulher vestida de branco), parece haver uma referência ao afresco Moisés salvo das águas de Rafael, e em particular do abraço pela cintura entre duas servas. A posição oposta no friso Magnani, leva a pensar que para modelo possam ter sido utilizadas gravuras do afresco do Vaticano.

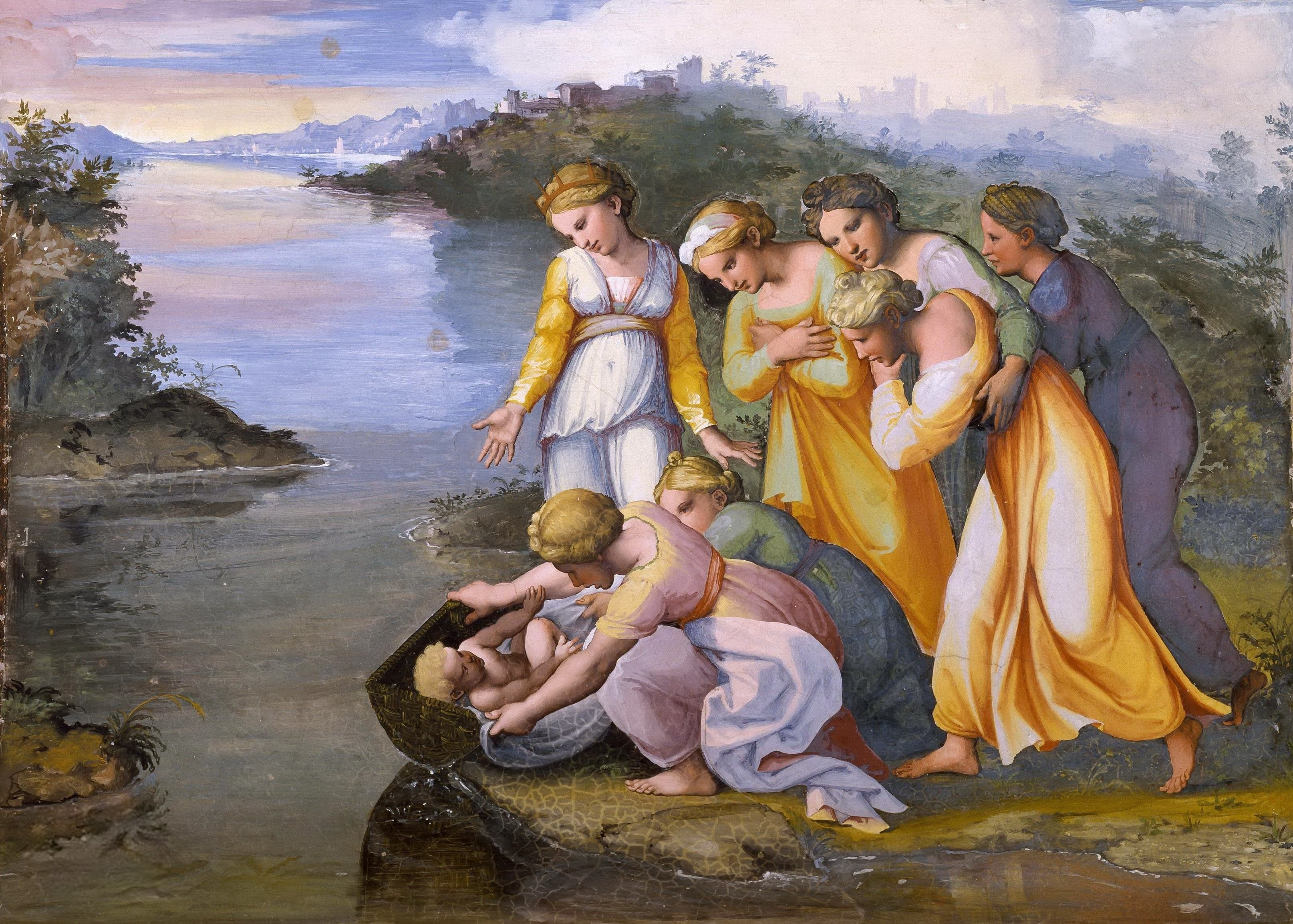
Moisés salvo do rio (1518-19), afresco de Rafael, Museu do Vaticano

No par central, com a mulher de joelhos e com um peito descoberto vestida de vermelho enquanto um romano a prende pelo abdómen e a agarra pelo braço, parece haver semelhança com o grupo escultórico provavelmente grego Patroclo e Menelau em que este segura o corpo morto de Patroclo, ou com aquele que descreve o trágico e doloroso epílogo da batalha entre os gregos e as amazonas, onde Aquiles recolhe num abraço o último suspiro de Pentesilea. Finalmente, no par da direita, pode-se encontrar uma referência ao famoso Rapto das Sabina de Giambologna, artista bem conhecido e estimado em Bolonha após a realização da Fonte de Neptuno.
Como é típico dos Carracci, no entanto, as referências aprendidas parecem ter sido actualizadas, "simplificadas", para se aproximarem da realidade quotidiana, e assim as sabinas do friso (gonanciosas define Malvasia) parecem meninas da época em que o friso foi feito bonitas para uma festa na cidade. Talvez, com ironia maliciosa, nem sempre pareçam opor uma resistência estrénua aos seus assaltantes.

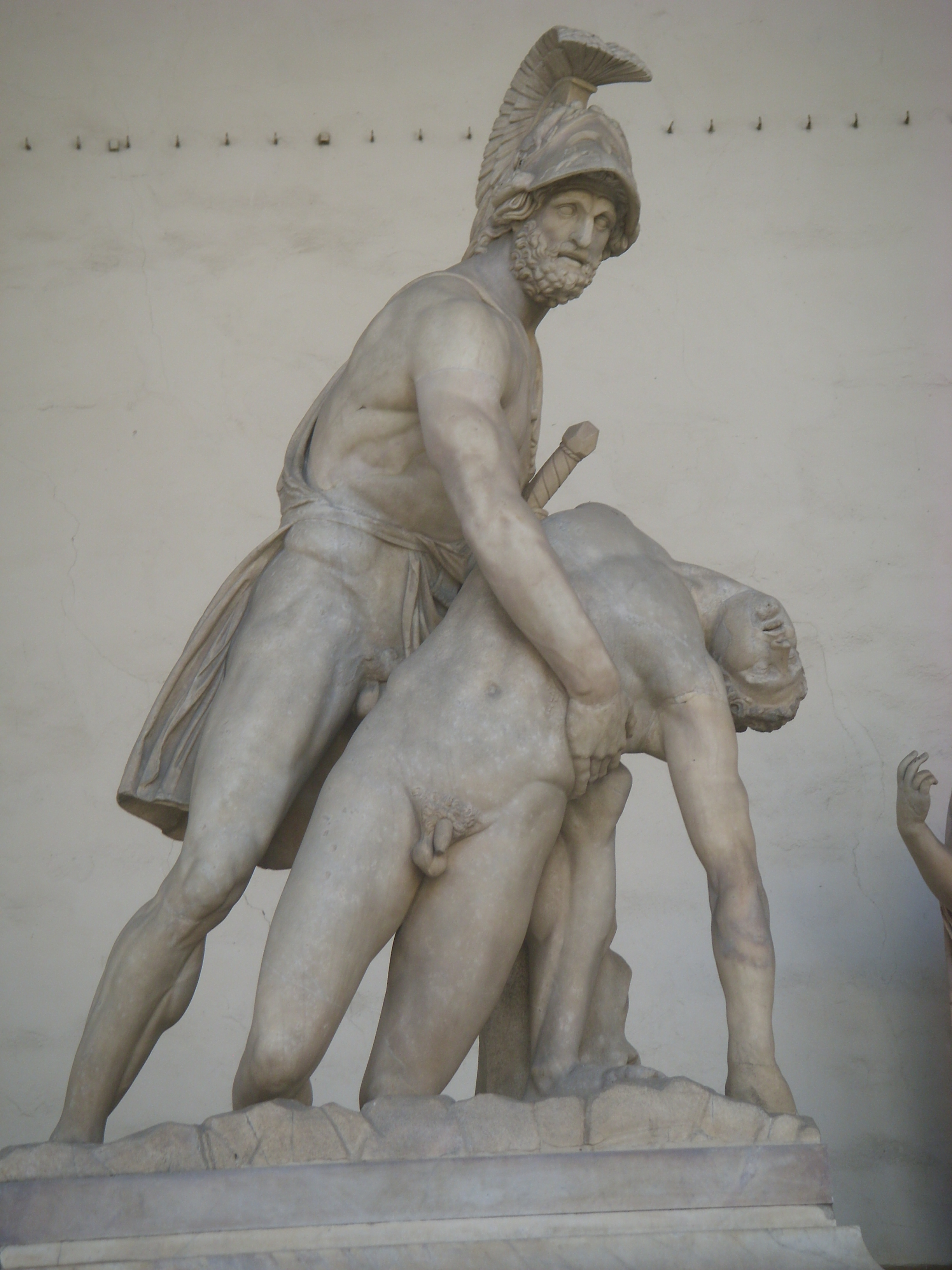
Patroclo e Menelau, estátua grega na Loggia della Signoria, em Florença

Este afresco é com geralmente atribuído a Ludovico Carracci e tem sido aventada a hipótese de aludir à vida amorosa agitada de Lorenzo Magnani, pai de muitas crianças de várias mulheres, crianças que morreram quase todas prematuramente. O paralelo alegórico seria, portanto, que a necessidade de garantir a descendência pode ser uma justificativa válida para acções que em si não são louváveis.

#### O mito
Fundada a cidade, Rómulo teve de enfrentar um problema sério: a população de Roma era composta em grande parte por homens celibatários, e a sua má reputação de rebeldes e fugitivos não favorecia certas uniões espontâneas com mulheres das cidades vizinhas. Deste modo, para a recém nascida Roma, não haveria futuro.
Rómulo decide então resolver o problema pela força, raptando as mulheres dos sabinos. Na história lendária de Plutarco, o primeiro rei de Roma tem, de fato, um propósito mais complexo. O propósito do rapto não é simplesmente o de encontrar um remédio para os instintos não realizados dos seus homens: ele quer que a união com as sabinas, embora propiciado por um ato de força, leve à fusão dos dois povos, dos romanos e dos próprios sabinos, fortalecendo a cidade recém-fundada. Para este fim, Rómulo ordena aos seus, sob pena de morte, a tratar as sabinas com respeito: estas serão as suas esposas, e não suas concubinas.
O plano gizado para realizar o rapto das sabinas envolve a organização de uma celebração solene, em Roma, em homenagem ao deus Conso. Para a festa são convidados os Sabinos, e os habitantes de outras cidades do Lazio antigo, com as suas mulheres. Ao sinal acordado de Rómulo - o esvoaçar do seu manto roxo  - os romanos entram em ação.

### Rómulo dedica a Júpiter Feretrio os despojos do rei Acrone

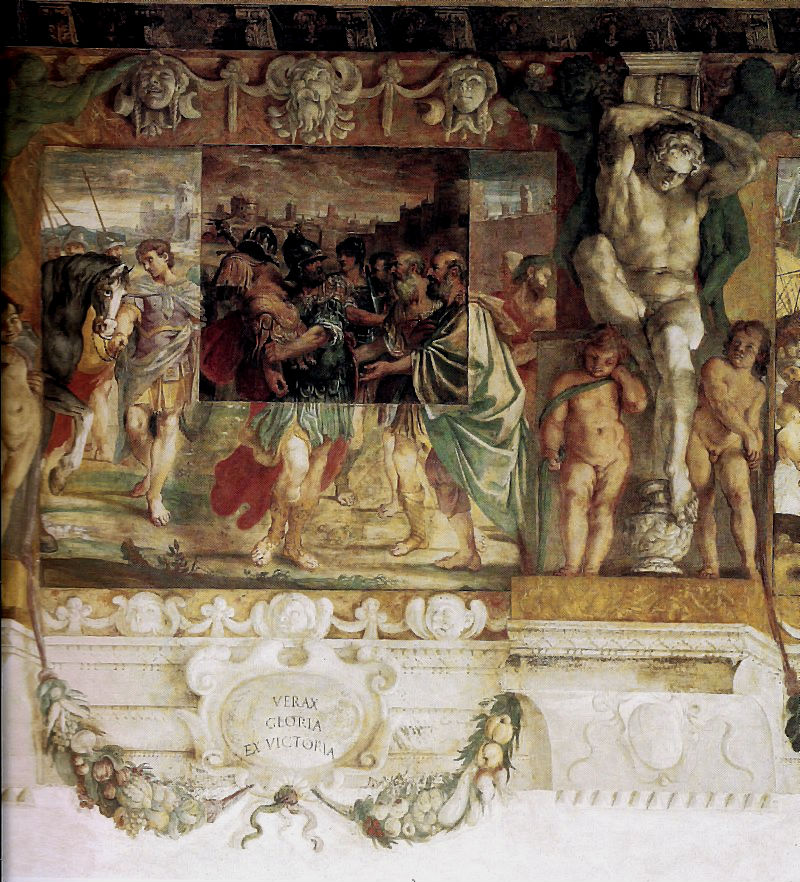
Rómulo dedica a Júpiter Feretrio os despojos do rei Acrone

O lema «VERAX GLORIA EX VICTORIA» (a verdadeira gloria provém da vitória) poderia ser uma auto-celebração posterior da encomenda dos afrescos.
Rómulo está no centro da cena carregando a armadura de Acrone, como símbolo do seu triunfo sobre ele e como objeto da dedicação votiva. À esquerda de Rómulo estão os seus soldados enquanto à direita estão os habitantes de Roma que vão na marcha para aclamar o seu rei vitorioso. O fundo abre-se com uma vista de uma cidade fortificada.
Grande parte da área central do painel é ocupada por um painel de madeira onde a pintura tem continuidade, que tapa uma abertura na parede: esta abertura (como a da cena com a morte de Tito Tazio) tinha a função de permitir a audição no salão da música proveniente de uma sala adjacente onde estavam os músicos quando havia festas e bailes. Nestas ocasiões, o painel era removido permitindo que a música se ouvisse no salão. A tampa de madeira inserida na parede foi pintada a óleo e com o tempo foi significativamente escurecendo, fenómeno que determinou a alteração parcial do equilíbrio cromático de toda a composição.

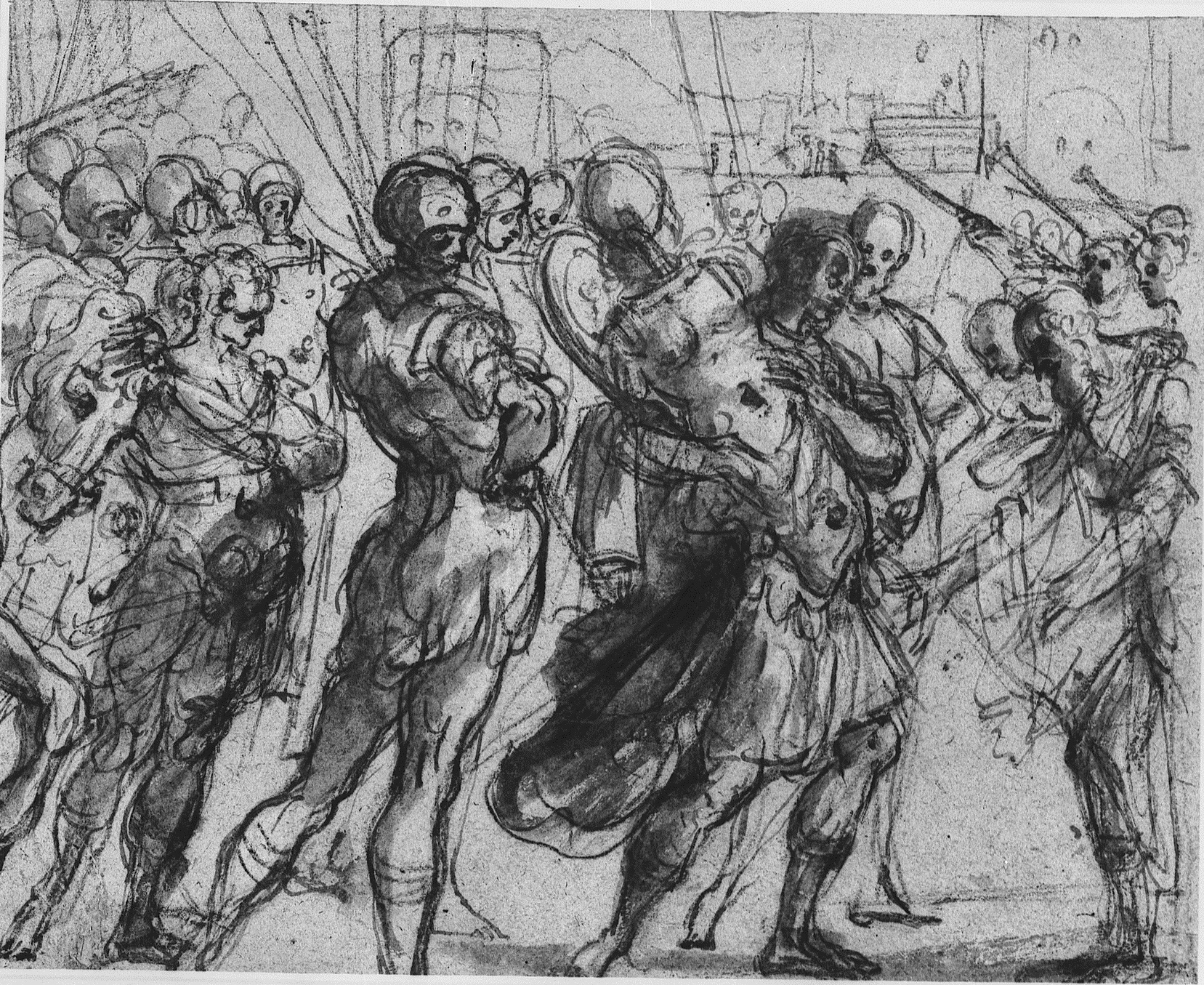
O desenho preparatório, conservado no Windsor Castle

Quanto à autoria deste afresco, as teses em confronto são essencialmente duas. Para uma, o afresco teria sido executado em parte por Agostinho e em parte por Annibale. A este último, em particular, pertenceria o grupo da esquerda do soldado que segura as rédeas de um cavalo. Para a segunda tese, todo o afresco é obra de Agostino Carracci. O lado esquerdo da cena triunfal tem sido considerada próxima no estilo e na composição ao painel do friso que é anterior do Palazzo Fava com a entrega do tosão de ouro, também este atribuído a Agostino.

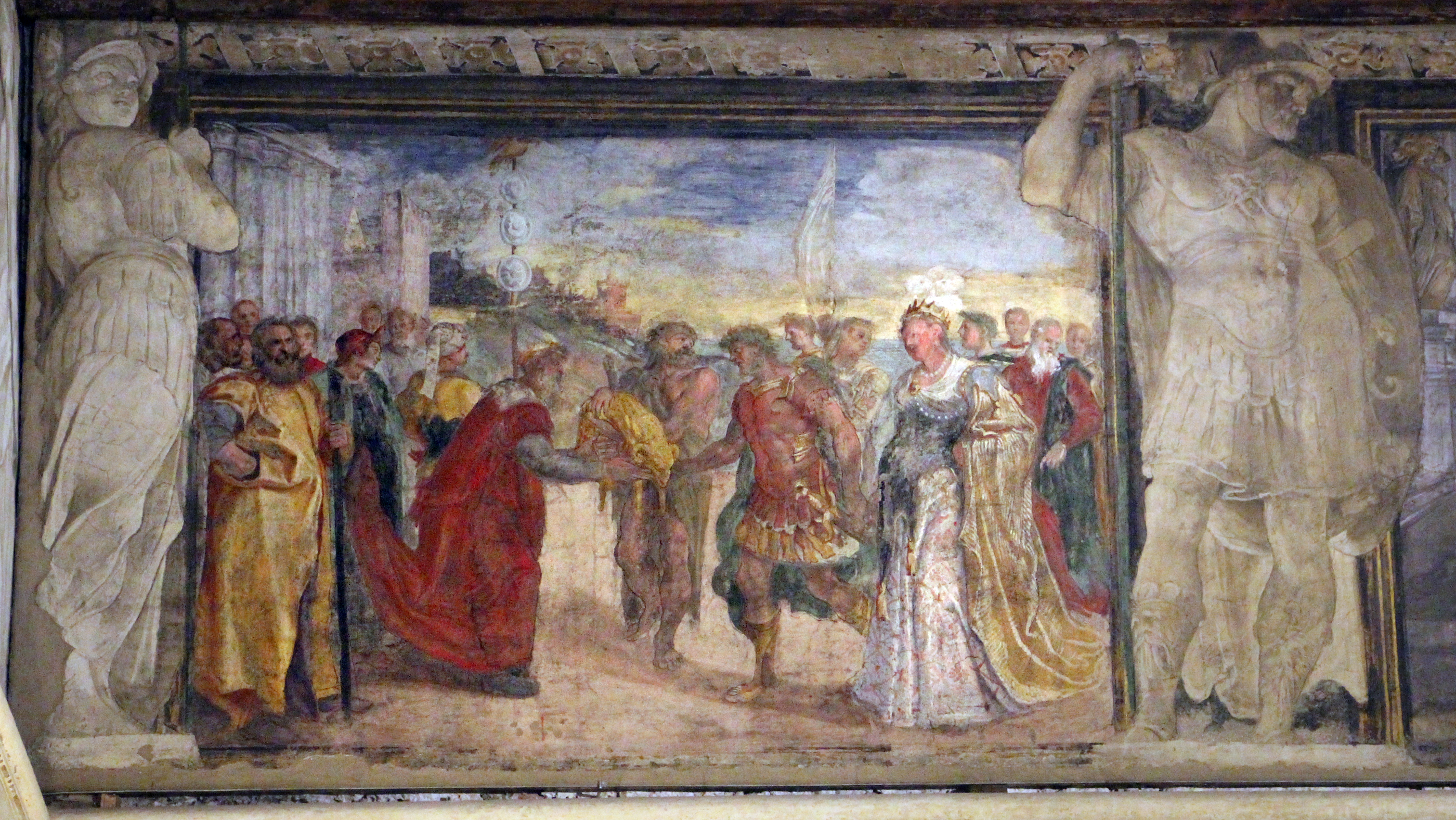
Entrega do tosão de ouro (c. 1584), Palazzo Fava, Bolonha

No Castelo de Windsor, preserva-se o desenho preparatório do triunfo de Rómulo, sobre cuja paternidade as dúvidas são ainda maiores do que as relativas ao afresco: este estudo foi de fato atribuído, por diferentes estudiosos, a todos os três Carracci.. A comparação entre o desenho e a composição final mostra como a ideia inicial era a de um cenário mais solene e mais preenchida com a marcha triunfal de Rómulo, que foi bastante simplificada na versão final.

#### O mito
Acrone era o rei de Caenina, uma das cidades cujas mulheres haviam sido raptadas pelos romanos juntamente com as Sabinas. Faziam parte dos que sofreram o ultraje do rapto das próprias mulheres aliaram-se para se vingar, declarando guerra a Roma.
Mas Acrone não quis esperar pela preparação da guerra e desafiou Rómulo para um duelo individual. Rómulo levou a melhor e matou o rei de Caenina. Em sinal de agradecimento aos deuses, dedicou os despojos de Acrone a Júpiter, em honra do qual depois mandou construiu o templo Templo de Júpiter Ferétrio no Monte Capitolino.
De acordo com fontes, a procissão organizada por Rómulo para a dedicação da esposa de Acrone foi o evento  que deu origem ao ritual do Triunfo romano seguido pelos líderes e imperadores romanos vitoriosos.

### Batalha entre Romanos e Sabinos

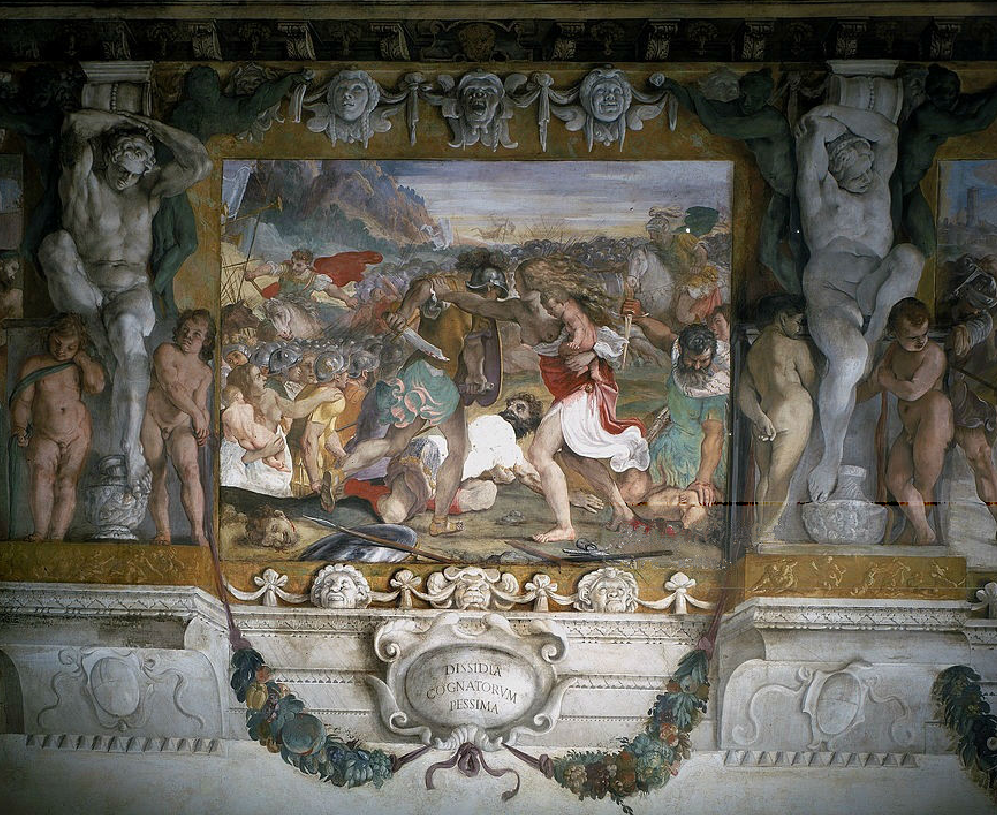
Batalha entre Romanos e Sabinos

O lema subjacente ao afresco é «DISSIDIA COGNATORUM PESSIMA», que se pode traduzir por «a discórdia entre parentes é péssima».
Em primeiro plano do afresco, uma sabina com o peito nu e com um bebé nos braços acorre para impedir que um soldado dê uma estocada final a um inimigo que está deitado inerte em terra. A sensação de movimento é acentuada pelo esvoaçar das roupas e dos cabelos longos e soltos. Uma outra mulher, igualmente representada com peito nu e segurando o bebé, vê-se no lado esquerdo da composição.
Das hostes dos dois exércitos, constituídas por uma multidão de soldados quase indistinguíveis, emergem com clareza as figuras dos dois chefes, Rómulo, à esquerda, atrás das suas linhas, rebaixado no que parece ser uma espécie de trincheira e incitando os seus à luta, e Tito Tazio, à direita, à frente das hoste dos sabinos.

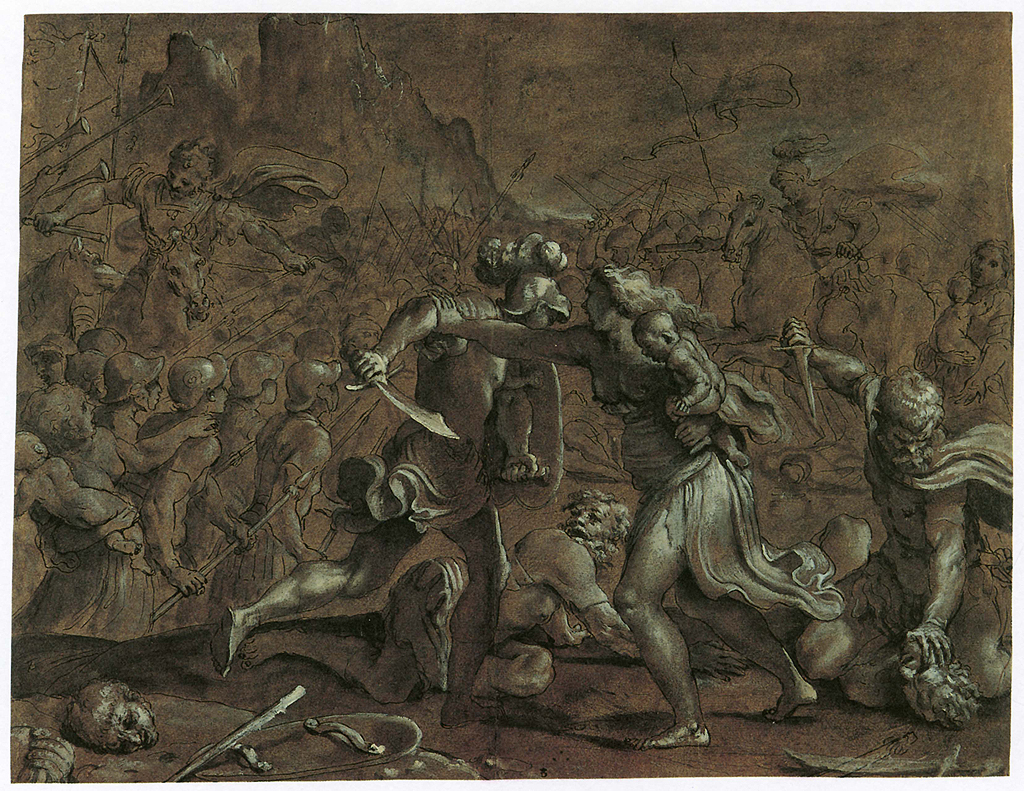
O desenho da Chatsworth House

Sobre o autoria do afresco parece prevalecer o nome de Agostinho, ainda que haja propostas a favor dos outros Carracci. O historiador de arte Michael Jaffé encontrou num fólio da coleção Devonshire, na Chatsworth House, um desenho preparatório do afresco que atribuiu a Annibale.
No grupo de atlantes do lado direito está o único atlante feminino de todo o ciclo em cuja superfície há notáveis efeitos de chiaroscuro.

#### O mito
Os sabinos, ansiosos para vingar o rapto das suas mulheres, acabam por atacar Roma sob o comando de Tito Tazio. Revelam-se adversários terríveis pois conquistam parte da cidade e repetidamente colocam os romanos em sérias dificuldades. Mas estes resistem valorosamente e organizam o contra-ataque.
Enquanto decorre uma nova e cruel batalha entre romanos e sabinos, acontece algo imprevisível e decisivo no desfecho final. As mulheres sabinas, que estão agora casadas com os romanos e são mães dos filhos destes, irrompem no campo de batalha com as crianças nos braços e imploram aos contendores para que acabem com as hostilidades.
As raças nunca se haviam misturado e, do ponto de vista das mulheres, o combate é apenas uma matança horrível, onde os seus cônjuges e os seus pais e irmãos se matam uns aos outros. Mesmo os combatentes, comovidos pelas palavras das sabinas, compreendem o absurdo da luta. E não só põem fim à batalha, como decidem que dali em diante romanos e sabinos serão um único povo.

### Tito Tazio assassinado pelos Laurentunos

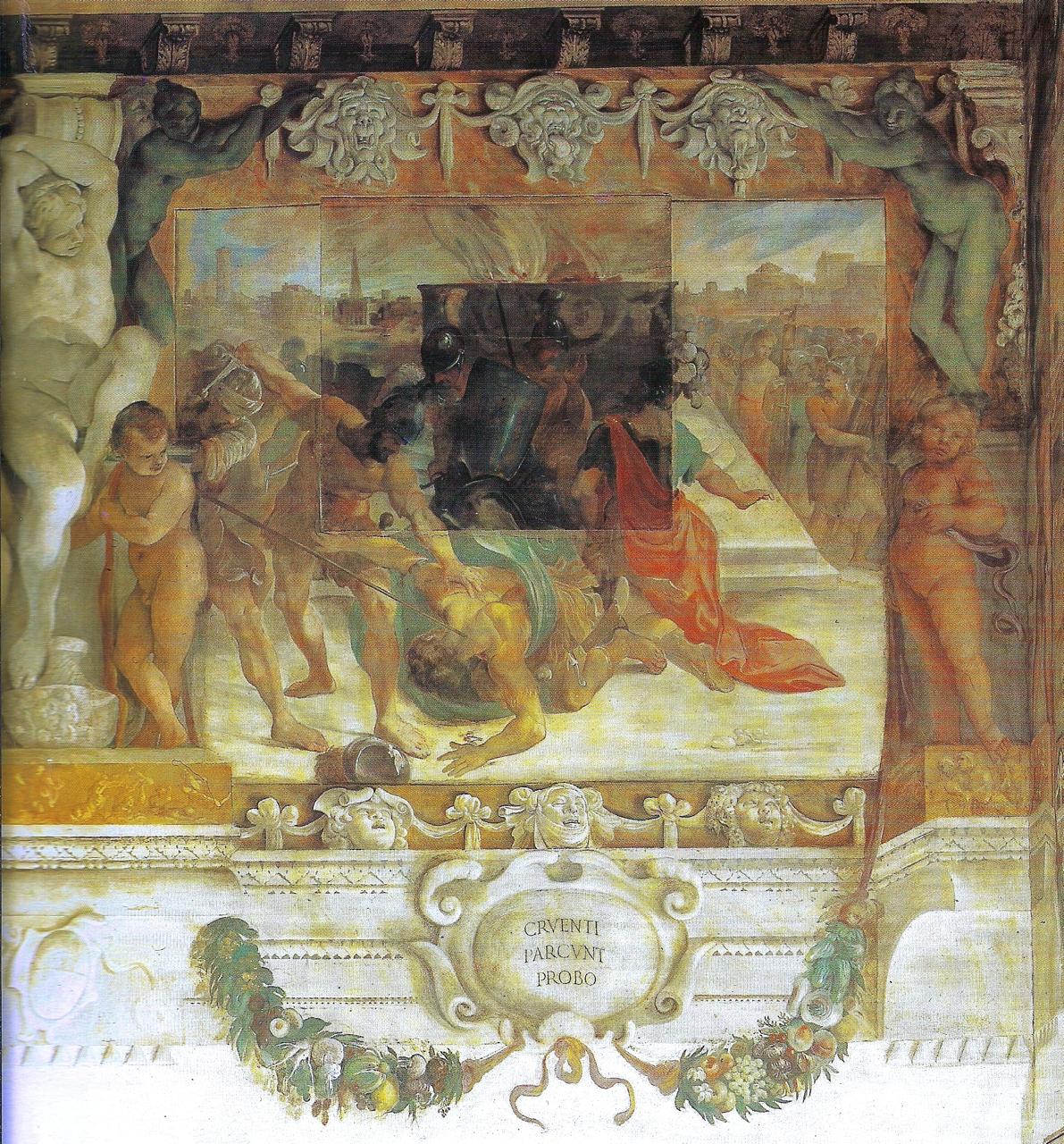
Tito Tazio assassinado pelos Laurentunos

O lema subjacente ao afresco  «CRUENTI PARCUNT PROBO», que se poderá traduzir por «ensanguentados salvamos o justo», além de comentar a salvação de Rómulo, poderia ser um aviso alegórico das consequências de um mau exercício do poder.
É muito eficaz a representação do assassinato do rei sabino. Tito é violentamente atirado ao chão com um golpe de lança que perfura o seu pescoço enquanto outro dos sicários está prestes a vibrar o punhal. Para esta parte da composição, foram sugeridos alguns modelos incluindo o Assassínio de Abel por Caim de Tintoretto.

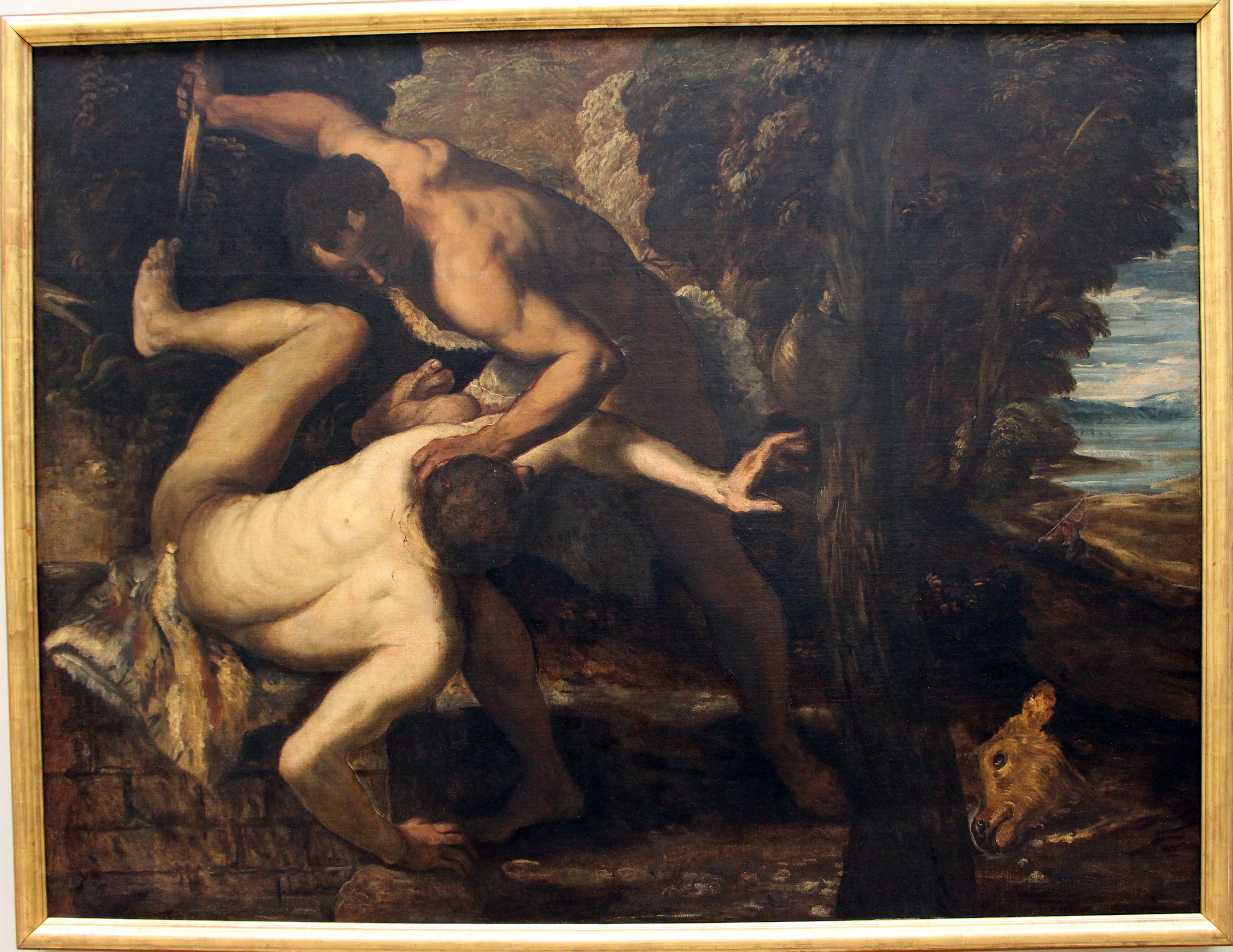
Assassínio de Abel por Caim (c. 1550), de Tintoretto, Gallerie dell'Accademia, Veneza

O afresco mostra vários pontos de contato com um pequeno cobre que representa o Casamento da Virgem Maria, que no passado foi atribuído a Annibale ou Ludovico Carracci e que actualmente em geral se reconhece como obra deste último. Na verdade, o putto junto do atlante esquerdo do fresco é muito próximo ao bebé abraçado pela mãe no canto inferior esquerdo do cobre.
Uma outra semelhança se encontra entre a figura de Rómulo, à direita da caixa de madeira central, representado de costas e ajoelhado no altar com túnica verde e manto vermelho, com a figura feminina, igualmente ajoelhada, na extrema direita do Casamento da Virgem Maria. Outra semelhança entre as duas pinturas pode ser vista no conjunto de figuras à direita deste afresco e as que estão atrás da jovem Virgem Maria. Aspectos estes em que se baseia a proposta de atribuição deste afresco com a morte de Tito Tazio ao mais velho dos Carracci.

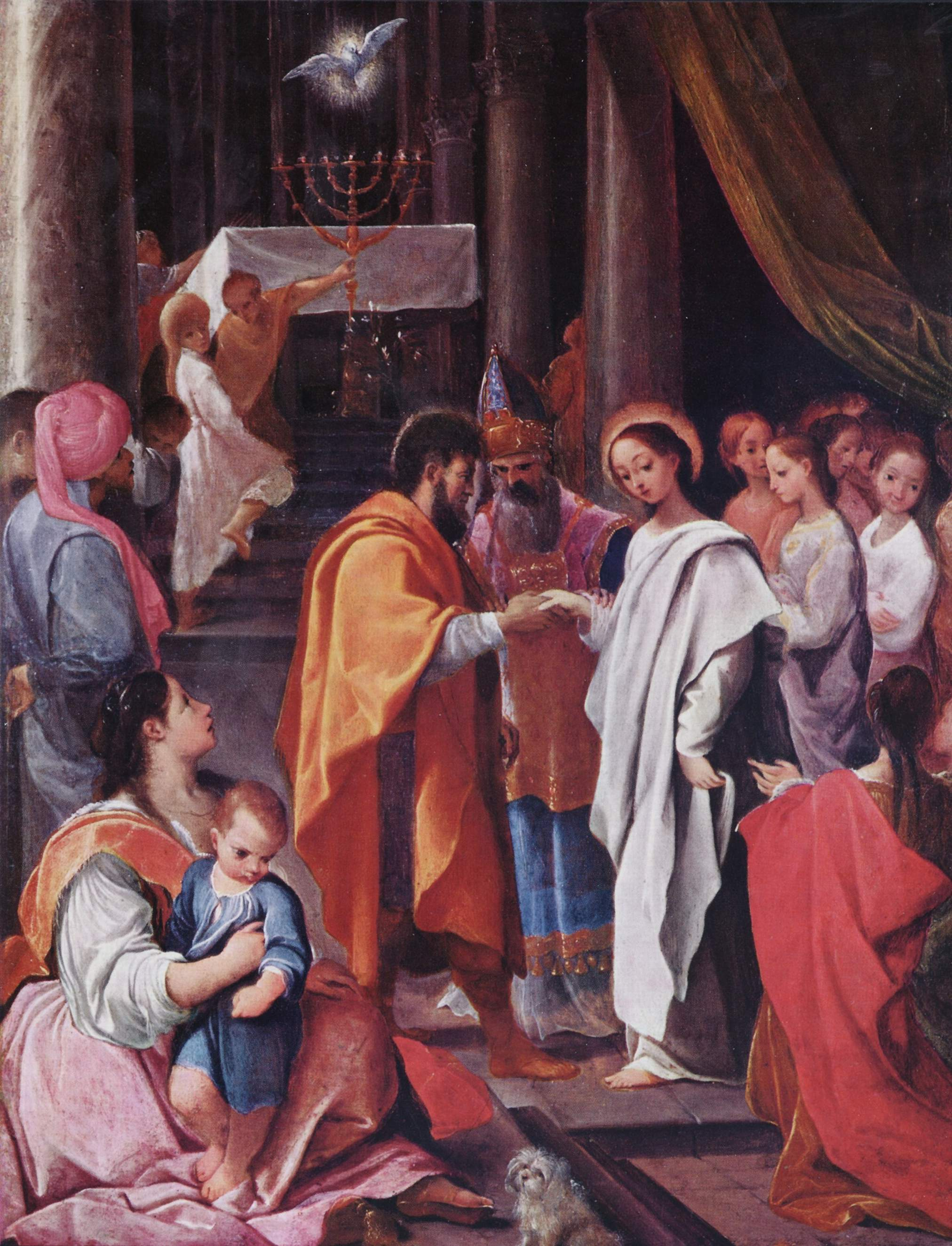
Casamento da Virgem Maria (1587-89), Ludovico Carracci, em colecção privada

Na biblioteca de Palácio Real de Madrid há um desenho que alguns estudiosos atribuem a Ludovico Carracci, considerando-o como preparatório deste afresco com o assassinato de Tito Tazio, enquanto outros, ao invés, o consideram uma cópia do mesmo afresco.
Também neste afresco foi inserido um painel de madeira em que a cor está mais escurecida.

#### O mito
A seguir à paz e fusão de romanos e sabinos, Rómulo e Tito Tazio governaram juntos, cada um com a sua jurisdição, ficando Tazio a dirigir os sabinos estacionados no Quirinale e Rómulo os romanos que ocupavam o Monte Capitolino.
Após alguns anos de reino conjunto, alguns dos parentes e familiares de Tito mataram de forma traiçoeira, para roubá-los, os embaixadores da cidade de Laurento (cidade costeira ao sul da foz do Tibre) e o seu séquito.
Rómulo pediu a Tito para punir os autores de um crime tão grave, mas este não o quis fazer. Então, os laurentunos, duplamente ultrajados pelo crime e pela impunidade dos culpados, fizeram justiça por conta própria. Num dia em que Tito e Rómulo oficiavam um sacrifício, lançaram-se sobre Tito e assassinaram-no. Rómulo não só foi poupado, como foi louvado como o homem justo por ter reconhecido o erro dos seguidores de Tito e ter pedido, mesmo em vão, a condenação deles.

### Roma atingida pela peste

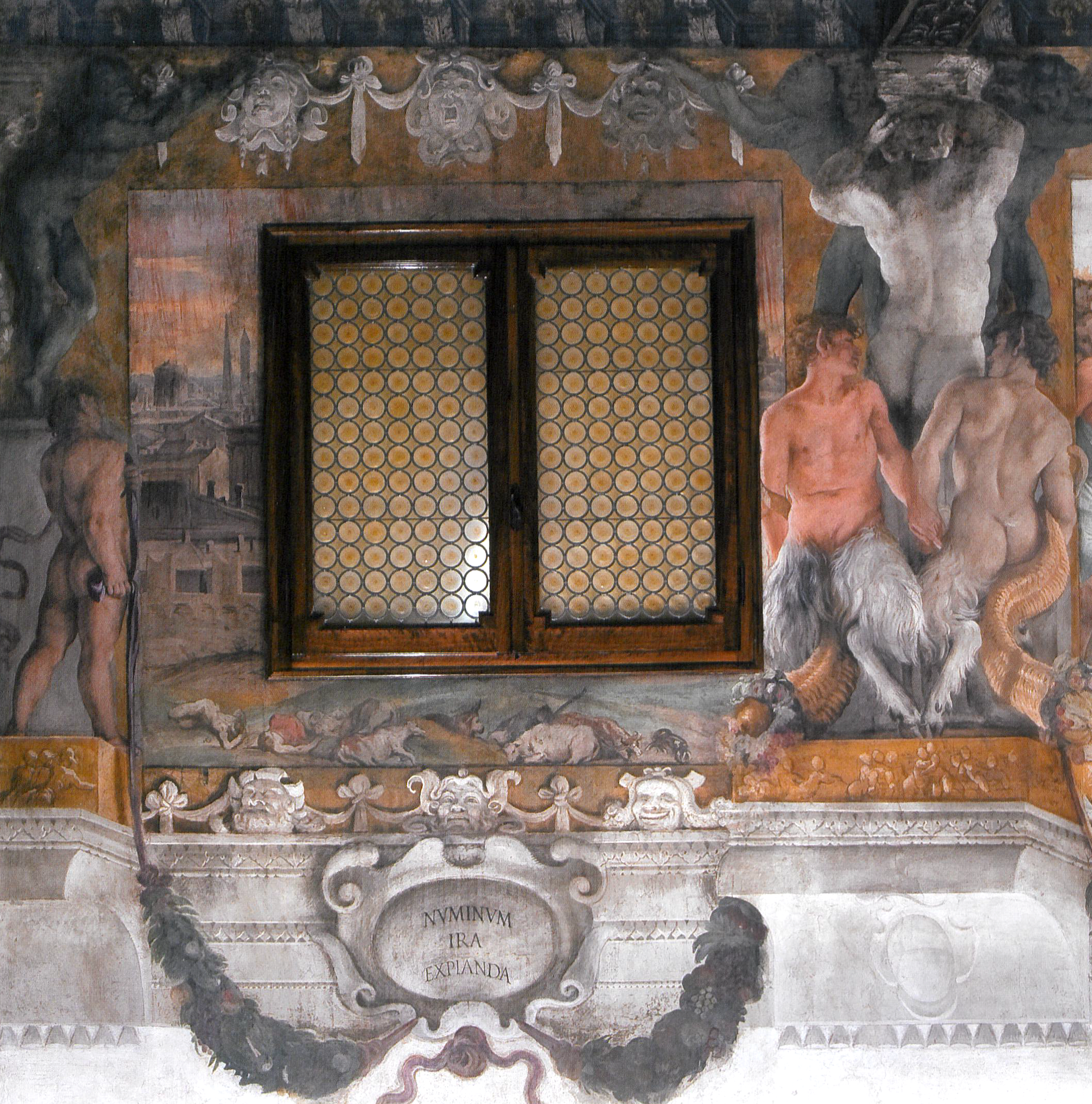
Roma atingida pela peste

A inscrição «NUMINUM IRA EXPIANDA», que se pode traduzir por «a ira dos poderosos deve ser expiada», refere-se ao relato de Plutarco que diz que apenas com a punição dos culpados do erro infligido aos laurentunos e dos assassinos de Tito Tazio porá fim à pestilência e expressa um desejo genérico da justiça, talvez associado, mais uma vez, às dificuldades por que passaram os Magnani antes do seu recente regresso em glória.
Em termos de composição, o afresco é derivada de uma gravura de Marcantonio Raimondi, também neste caso a partir de um desenho de Rafael, conhecido como o Morbetto. O afresco, assim como na gravura de Raimondi, mostra eficazmente os efeitos devastadores da praga com humanos e animais mortos e moribundos.

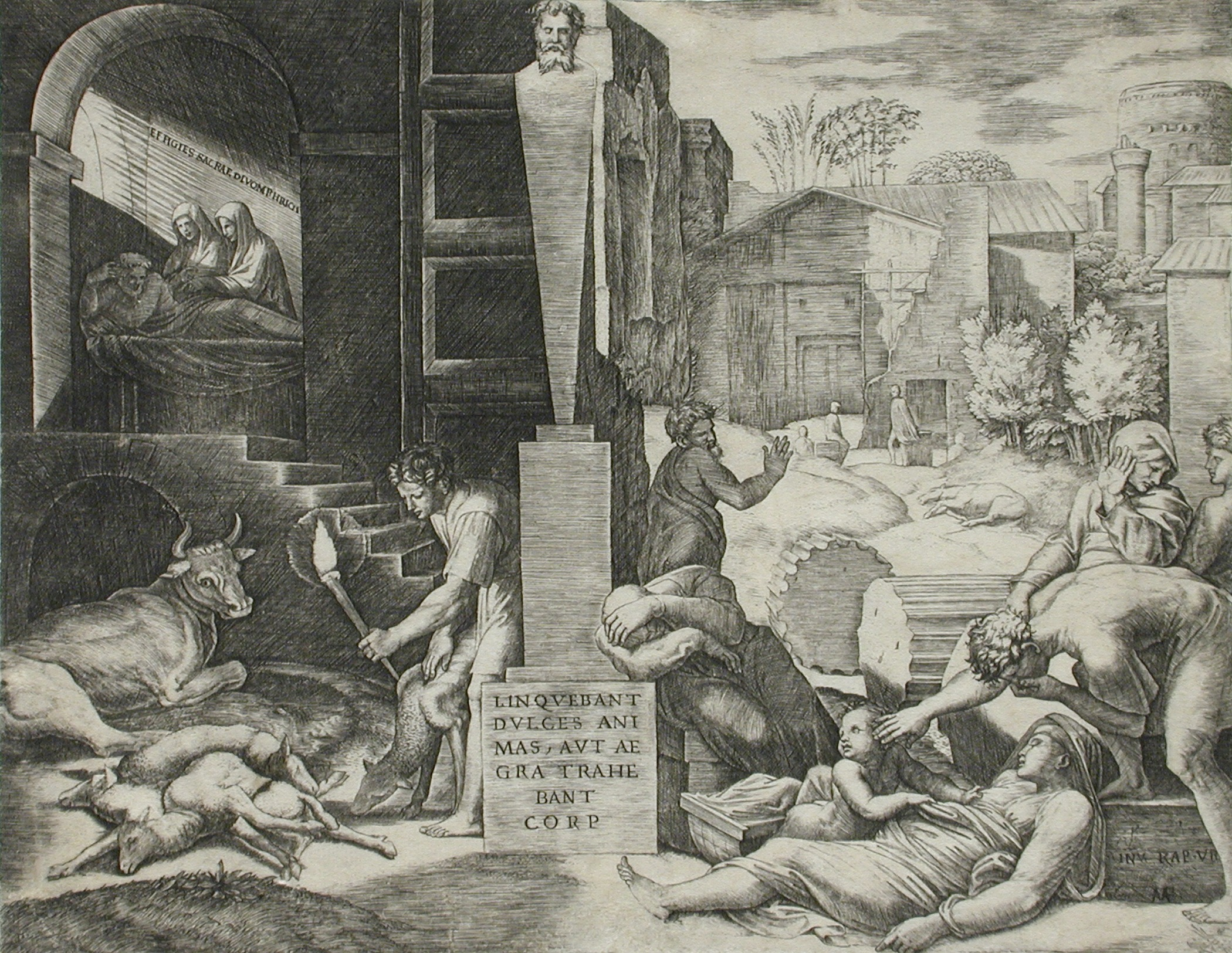
Morbetto ou a Peste de Azoth (1515-16), gravura de Marcantonio Raimondi a partir de um desenho de Rafael

Grande parte da superfície do afresco é ocupada por uma janela. Annibale, a quem é atribuída principalmente a cena com a peste de Roma, fez deste obstáculo uma oportunidade bem sucedida para misturar realidade e ficção. Ao redor da janela, de fato, representou a vista de uma cidade de modo que, ao abrir a janela, a visão da cidade real é inserida na paisagem urbana pintada, que se assim se fundem num todo único.
O efeito de mimetismo entre a Roma imaginária das origens e a Bolonha visível qui ed ora (do tempo dos pintores), é reforçado pelos dois obeliscos pintados à esquerda da janela que ecoam claramente as famosas Torres de Bolonha que caracterizam o panorama observável através da abertura real na parede.
Por outro lado, o braço direito e o pescoço do sátiro à direita da janela e parte das costas do aptlante por cima dele estão iluminados, como por um flash, pela luz que entra da própria janela. É outro expediente para envolver a abertura real da parede na ficção pictórica.
A comunhão entre realidade e ficção também se explica a um nível diferente do pictórico. Se o afresco é dedicado de facto à pestilência de Roma narrada por Plutarco, é ao mesmo tempo uma alusão à grande fome que naqueles anos atingiu Bolonha (e grande parte do norte da Itália), isto é, a cidade real visível através da janela.

#### O mito
Narra Plutarco que a não punição da morte de Tito e de outros factos violentos relacionados com este evento desencadearam uma violenta peste sobre Roma, que é precisamente o assunto deste afresco do friso. Além da epidemia, o flagelo adicional que se abateu sobre a cidade era uma inquietante chuva de sangue transposta para o afresco com estrias vermelhas.

### O velho capitão dos Veios é ridicularizado

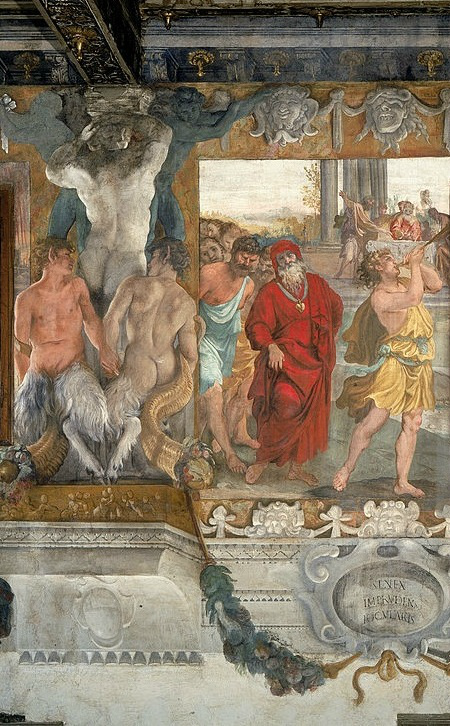
O velho capitão dos Veios é ridicularizado

Como também se deduz do lema «SENEX IMPRUDENS IOCULARIS», ou "o velho imprudente zombado", esta é a cena em que o intento polémico de Lorenzo Magnani no confronto contra a classe senatorial de Bolonha se torna mais explícito e imprudente. A alegoria que ali se vê tem, de fato, semelhança imediata: o velho  tonto simboliza a oligarquia bolonhesa que se opõe aos Magnani, mas, que é derrotada por estes como o inepto capitão etrusco o foi por Rómulo.
É generalizada a ideia de que este afresco é obra de Agostino, excepto talvez o buzinador que precede o capitão dos veios, que alguns consideram mais próximo dos modos de Annibale. Entre os indícios da possível paternidade de Agostinho, é também indicada uma certa proximidade entre o velho ridicularizado e a figura de São Jerónimo na Comunhão de S. Jerónimo que representa a última comunhão deste santo que com grande probabilidade é a obra maior de Agostino. É tida em particular a semelhança do modo como é tratada a barba dos dois anciãos, com mechas longas e enroladas.
A importância particular do significado deste fresco é sublinhada por um dos dois sátiros à esquerda (o mais exterior) que indica, para dar maior ênfase, ao medalhão onde está inserido o lema latino.

#### O mito
Quando a peste acaba, os romanos envolvem-se em várias guerras com cidades próximas, incluindo a poderosa Veios, centro etrusco do Lazio. Este choque também termina com uma clara vitória dos Quirites tendo Rómulo demonstrado na luta grande valor e coragem pessoal.
Depois, na marcha triunfal de Rómulo subsequente a este sucesso, relata Plutarco, que entre os prisioneiros forçados a desfilar pelas ruas de Roma também estava um velho capitão dos veios que durante a guerra se revelou particularmente tolo e inábil. Para ser ridicularizado, o velho está vestido com uma túnica e um manto escarlate tendo um amuleto no pescoço, conhecido como Bulla (amuleto), que, de acordo com o uso romano antigo, para bom augúrio, era dado ao filho masculino mais velho quando atingia nove anos de idade.

### A altivez de Rómulo

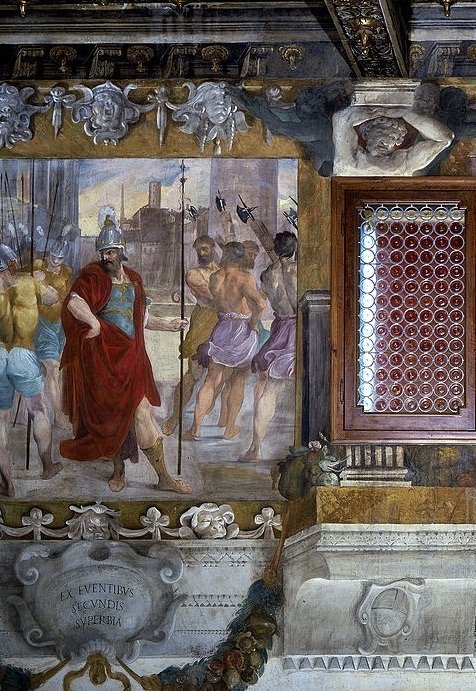
A altivez de Rómulo

O aforismo «EX EVENTIBUS SECUNDIS SUPERBIA» ("da fortuna nasce a soberba") sugere que o sentido alegórico do fresco podia ser um alerta ao próprio senador Magnani sobre os perigos das lisonjas do poder.
O penúltimo fresco do friso, representa os últimos anos da vida de Rómulo. Vestindo a toga mais vistosa de todo o friso segue acompanhado por um destacamento de Celeres, à esquerda da composição, e a precedê-lo, à direita, os homens musculados que seguram os fachos litorais.
Este afresco que está colocado entre duas janelas que ocupam quase todo o espaço destinado aos grupos laterais poderá atribuir-se a Ludovico Carracci, que para a composição tenha parcialmente reelaborado o já mencionado desenho Windsor preparatório da cena com a dedicação dos despojos de Acrone.

#### O mito
Plutarco narra que os muitos sucessos do fundador de Roma o tornaram altivo e que passou a viver num distanciamento arrogante face ao povo. Veste geralmente uma toga de púrpura e sempre acompanhado por um destacamento armado composto por jovens audaciosos, ditos Celeres.
Um outro grupo de guardas precedia Rómulo quando ele caminhava pelas ruas de Roma, prontos para prender com cintos de couro, que traziam sempre com eles, quem ele indicasse. Segundo Plutarco, foi deste outro grupo da escolta de Rómulo que tiveram origem os Lictores, cujo nome deriva da palavra "ligare", ou seja, a ação de que estavam encarregados.

### A aparição de Rómulo a Proculo

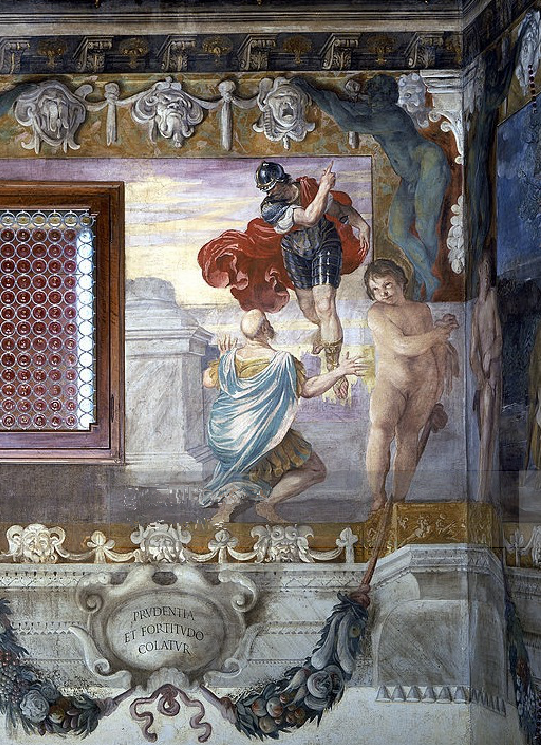
A aparição de Rómulo a Proculo

O lema «PRUDENTIA ET FORTITUDO COLATUR» (ou seja, "prudência e força juntas") resume o que Rómulo disse a Proculo quando lhe apareceu e que este devia transmitir aos romanos reunidos em assembleia.
O último afresco do friso do Palazzo Magnani é em geral atribuído a Agostino Carracci.
Na composição, vemos Rómulo a descer do céu, gerando o espanto de Proculo que quase de joelhos abre inseguro os braços. O deus Quirino usa uma grande e esvoaçante trábea e está protegido por uma armadura cintilante. Há detalhes retirados das fontes que sublinham a divinização de Rómulo e que Agostino transmite com muita eficácia, demonstrando o domínio do estilo veneziano.
À direita, há um putto feminino, o único do friso, que segura uma das pontas do festão de frutas e de flores que se estende ao longo de todo o friso.

#### O mito
Rómulo desaparece misteriosamente e entre os romanos começa a espalhar-se a suspeita de que ele foi assassinado pelos nobres insatisfeitos com a sua maneira de exercer poder. A insatisfação do povo de Roma é aplacada quando Proculo Giulio jura que Rómulo lhe apareceu e lhe disse que os deuses o levaram para o céu, elevando-o, por sua vez, à dignidade divina com o título de Quirino. Proculo diz que Rómulo profetizou um destino de grandeza para Roma desde que o seu povo seja prudente e demonstre força.

## Lupercália

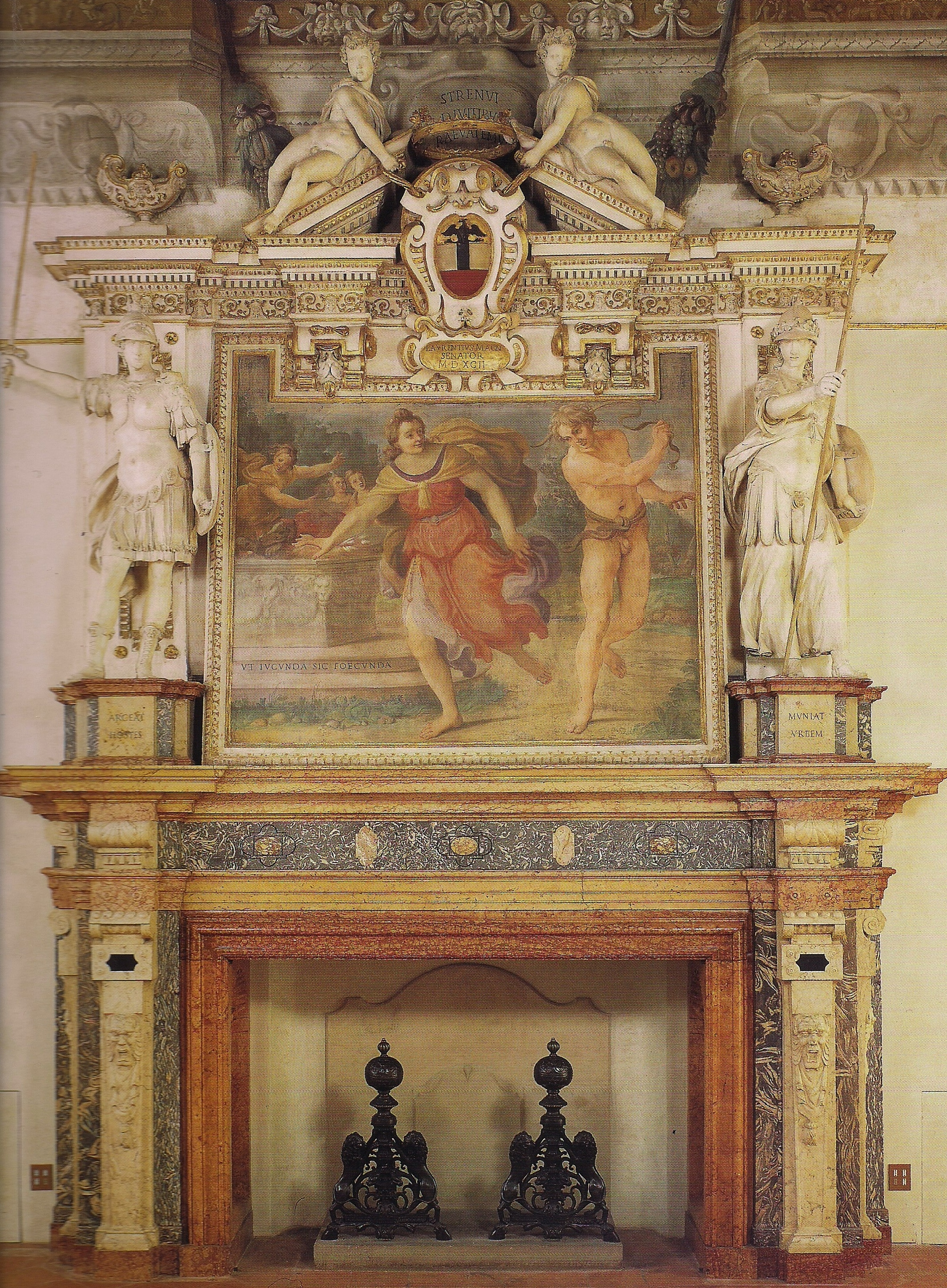
Ludi lupercali

Além do friso de afrescos do salão nobre, os Carraci criaram um outro afresco que decora a lareira do mesmo salão com uma representação da Lupercália, uma antiga festa romana propiciatória da fertilidade.
A presença deste tema no salão nobre dos Magnani é geralmente interpretada como um voto para a continuidade da família bolonhesa, como também se deduz do texto legível num dos suportes de estátuas no parapeito da lareira: «UT IUCUNDA SIC FOECUNDA».
Em primeiro plano, vê-se um dos Luperci, ou seja um dos oficiavam os rituais da Lupercalia,  vestidos apenas com uma espécie de tanga de couro que deixava descobertos os órgãos genitais, enquanto chicoteia uma jovem mulher com uma correia obtida da pele de uma cabra que antes tinha sido sacrificada. Havia então a crença de que essa ação favorecia a concepção e garantia uma gravidez feliz.

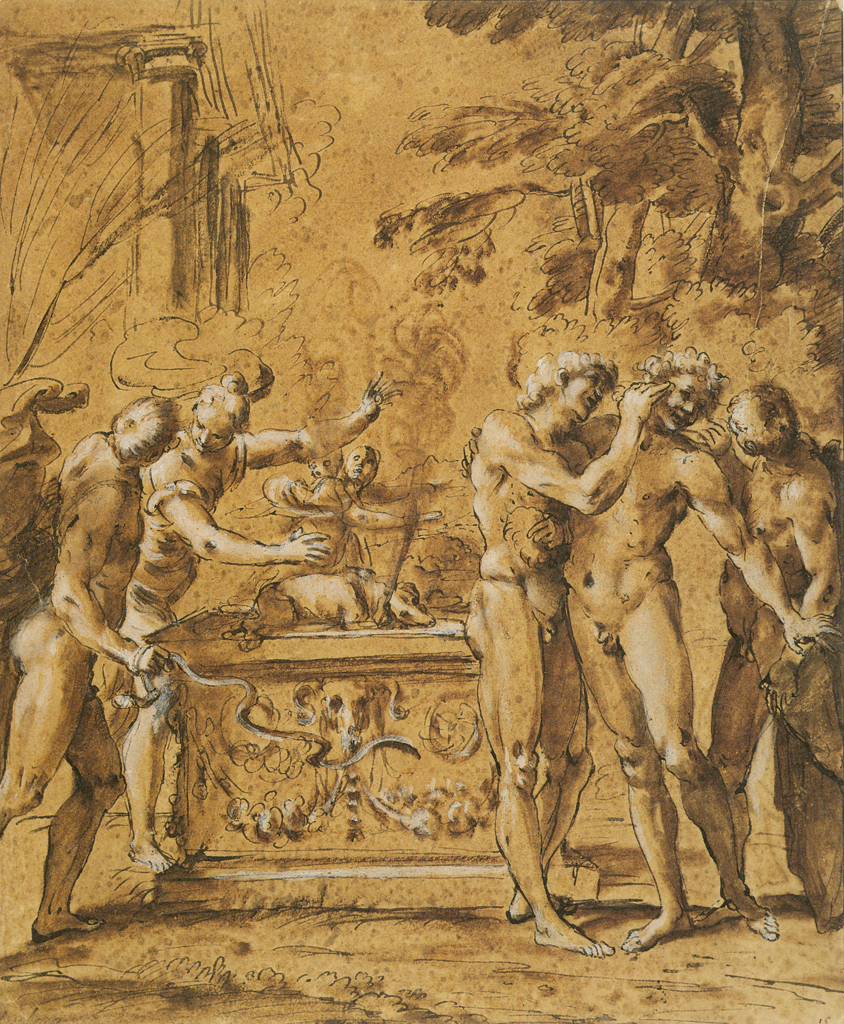
O estudo que se encontra no British Museum

No altar, à esquerda da composição, ocorre o sacrifício de um cão, outro dos rituais da Lupercália descrito pelas fontes.
Os dois meninos que se vêem por trás do altar do sacrifício podem ser identificados com os filhos de Lorenzo Magnani também retratados na estátua de Hércules-Priapo obra do escultor Gabriele Fiorini, sendo os últimos filhos de Magnani e os únicos vivos após a morte prematura de vários outros filhos de dentro e fora do seu casamento oficial.

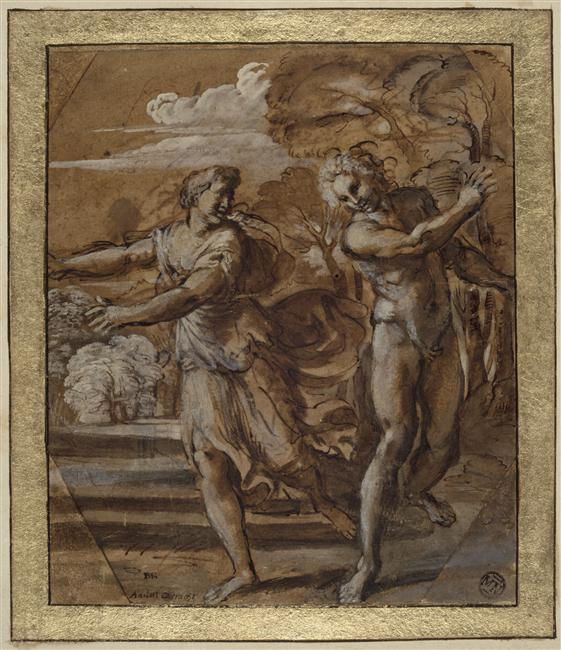
O desenho do Louvre

Incerta é a autoria deste afresco. Para alguns seria de Annibale, e para outros, considerando que a obra não está ao estilisticamente ao nível não só de Annibale, como também de Agostinho e Ludovico, atribuem-no à ajuda de uma oficina, mas baseado num esquisso dos Carraci.
Em relação a este afresco da lareira, conhecem-se dois desenhos, ambos atribuidos a Annibale, estando um no Gabinete de Desenho e Estampas do Louvre e o outro no Museu Britânico. Este último, representando a composição geral, foi usado no afresco embora com variantes, apenas para a parte onde está representado o sacrifício no altar, enquanto o grupo do primeiro plano foi completamente alterado e corresponde ao desenho do Louvre.
A ornamentação da lareira é notável, com as estátuas em gesso de Marte e Minerva, devidas ao referido Fiorini, que também colaborou com os Carracci noutras ocasiões. As duas estátuas devem ser entendidas como personificações de Roma e Bolonha. É óbvia a associação de Roma a Marte, devido a este ser tido como pai de Rómulo e Remo, enquanto a identificação entre Minerva e Bolonha deriva de um emblema de Achille Bocchi (Symbolicarum quaestionum de universo genere quas serio ludebat libri quinque, CXV), onde, precisamente, a cidade é representada como Minerva.

## A estátua

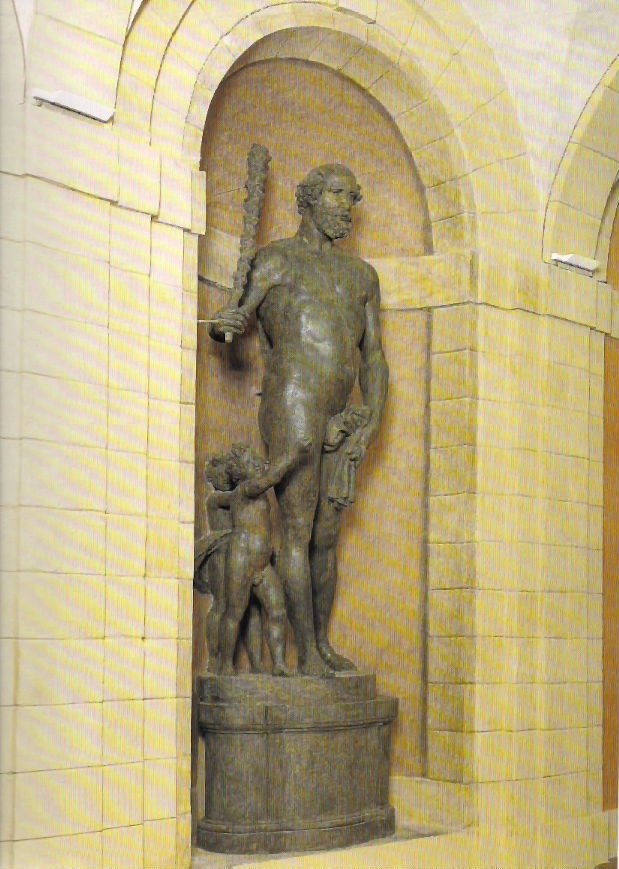
Hércules-Priapo, suposta representação de Lorenzo Magnani, de Gabriele Fiorini, Palazzo Magnani, em Bologna

O programa decorativo do Palácio Magnani compreende também uma escultura de Gabriele Fiorini de iconografia bastante incomum. Na verdade, trata-se de uma representação de Hércules como Priapo, que se acredita derivar da ilustração desta divindade menor que aparece em Imagini de i Dèi delli Antichi de Vincenzo Cartari, um mitógrafo do século XVI muito citado. A estátua de Fiorini, tal como Priapo nas gravuras do tratado de Cartari, está de fato coberta no baixo ventre por um pano sob o qual se intui o fallo erecto (atributo tipicamente priápico).
Na escultura, além de Hércules-Priapo, há também dois filhos (um deles encoberto pelo outro) lendo-se na sua base «FELICITATI PRIVATAE». A estátua é geralmente interpretada como um retrato alegórico de Lorenzo Magnani. Com este monumento o senador comemora o nascimento recente de dois filhos, isto é, as duas crianças presentes no grupo escultórico (uma das quais é ilegítima e por isso talvez encoberta pelo outra), e daí a referência a Priapo, símbolo de fertilidade, e, ao mesmo tempo, comprometendo-se a defender a sua prole (Hércules levanta a clava).
Entre a estátua e o empreendimento decorativo dos Carracci, foram identificados pontos de aproximação designadamente na representação da Lupercália sobre a lareira.

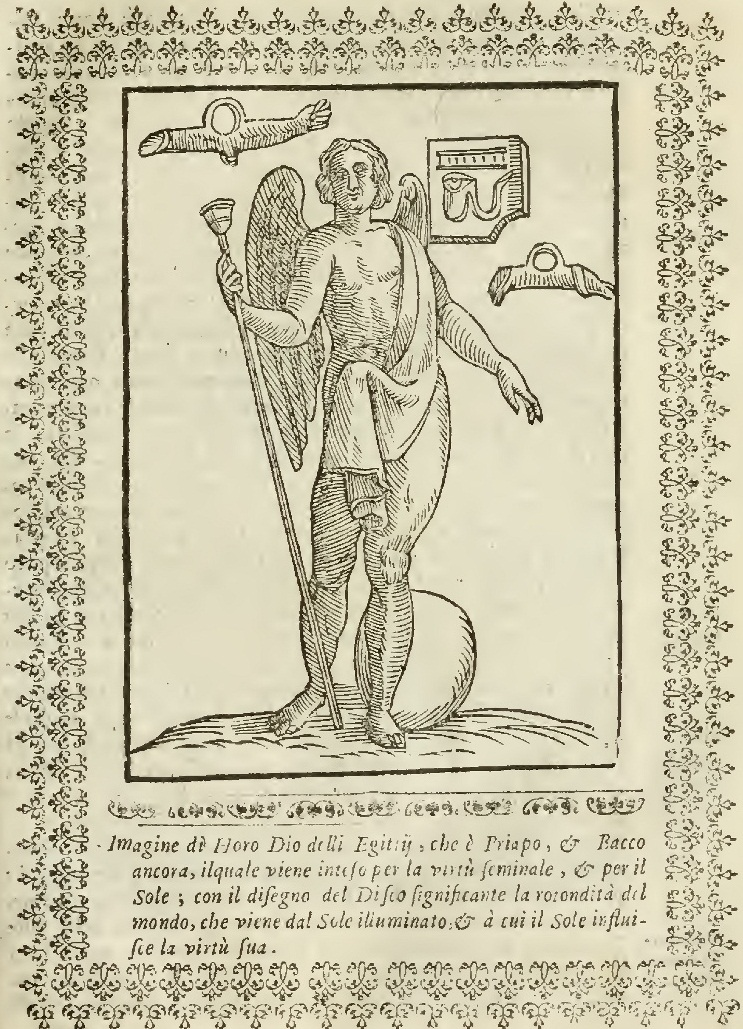
Priapo nas Imagini de i Dèi delli Antichi de Vincenzo Cartari

## Enquadramento histórico
Os Magnani envolveram-se numa obra de proeminência social e política, ligando-se ao poder pontifício, uma ação que foi totalmente bem-sucedida e que foi consagrada pela atribuição em 1590 do assento no Senado a Lorenzo Magnani, apesar da forte resistência dos antigos magnatas bolonheses.
Uma das principais causas do prestígio social dos Magnani foi o destaque de Vincenzo Magnani, primo de Lorenzo, como condottiero pontifício. Vincenzo distinguiu-se na recuperação para o Estado Pontifício de territórios perdidos antes para inimigos, ganhando assim a gratidão do Papa Sisto V, que nomeou o primo Lorenzo como senador.
O Palácio Magnani é testemunha do novo esplendor alcançado pela família. Projetado por Domenico Tibaldi, irmão do mais conhecido Pellegrino, este palácio, cujo construção foi iniciada em 1577, é uma das maiores e sumptuosas casas senhoriais no centro de Bolonha.
A atribuição desta prestigiosa encomenda aos Carracci é um indicador claro da sua elevação no panorama artístico de Bolonha. Se, aproximadamente na mesma época da construção do palácio, os Magnani, para a decoração da capela da sua família na Basílica de São Tiago, se dirigiram a um expoente da "velha guarda" maneirista da cidade, Orazio Samacchini, para o friso do salão, encomenda tida por eles como mais importante, não recorreram a mestres da mesma geração de Samacchini, ainda ativos em Bolonha, mas confiaram-na aos "jovens" Carracci.
Com a escolha do tema, Lorenzo Magnani prestou homenagem à cidade sede do poder pontifício, ao qual devia a nomeação para o senado de Bolonha, e também atestou a sua fidelidade a Roma. E se no Senado de Bolonha haveria ainda alguma veleidade de autonomia face à Santa Sé, Lorenzo pretendia demonstrar o seu afastamento a tais sentimentos e a sua plena adesão ao centralismo pontifício.
Nas histórias do friso, há também um paralelo alegórico entre o que se passou com Lorenzo Magnani, e provavelmente também com o seu primo Vincenzo, relativamente aos dois fundadores da Cidade Eterna.

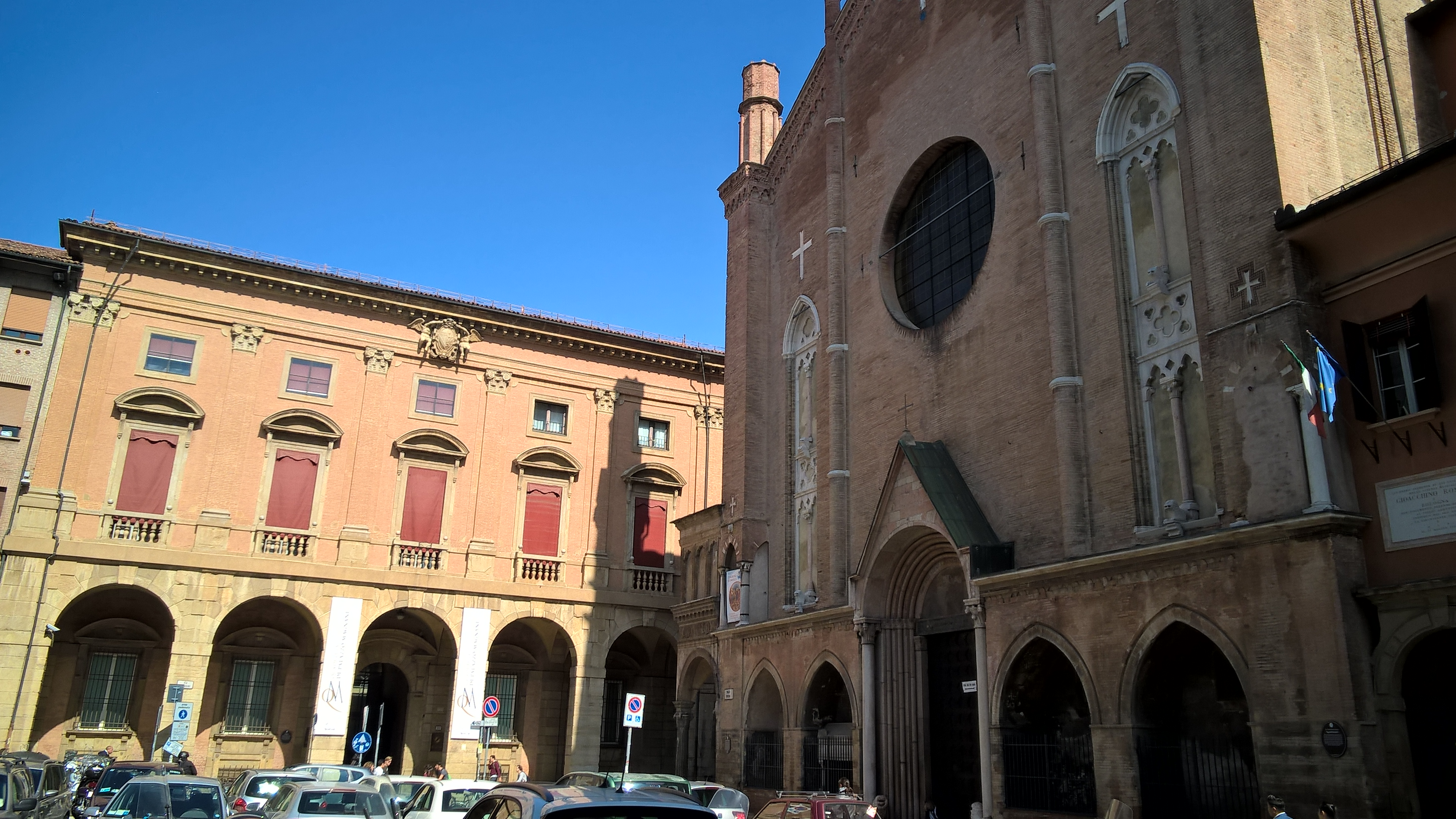
Fachada sul do Palazzo Magnani iluminada pelo sol, vendo-se do lado direito a fachada poente da Basílica de S. Tiago Maior

A referência a Vincenzo poderá ser encontrada nas várias cenas de luta e batalha que fazem parte do ciclo, associável ao seu papel como comandante do exército pontifício. O fato de no friso não ser lembrada a morte de Remo, que de acordo com algumas versões do mito foi morto pelo próprio Rómulo, poderá ser explicada pela óbvia inoportunidade da representação deste acontecimento se os gémeos protagonistas das pinturas forem identificados com Vincenzo e Lorenzo Magnani.
Por último, não faltam nos afrescos acentos polémicos em relação aos oligarcas bolonheses que se opuseram fortemente ao retorno dos Magnani.
Além dos catorze painéis do friso, faz parte do ciclo também a representação de Lupercalia em afresco sobre a lareira monumental da sala (sendo o afresco por cima da lareira um elemento decorativo tipicamente bolonhês), que provavelmente teve a função de bom augúrio para a continuidade da família.
Quanto à datação dos afrescos, um termo "ante quem" é fornecido pela data MDXCII (1592) que aparece na chaminé do salão, data que se considera como o momento de conclusão de toda a decoração, incluindo um teto valioso de madeira e a própria notável lareira monumental. É muito provável que o friso tenha sido concluído algum tempo antes.
Em bases estilísticas, considera-se que o início do ciclo ocorreu necessariamente após 1588-89. Nos afrescos do Palazzo Magnani, de fato, existe uma forte influência veneziana na pintura dos Carracci. O ponto de viragem para o exemplo veneziano, em particular de Annibale, provavelmente a alma deste trabalho colectivo, remonta a esses anos. Por outro lado, foi documentada a presença de Agostino Carracci em Veneza pelo menos até 1589, onde ele esteve activo como gravador: é improvável que naquele ano ele pudesse estar presente na obra do Palácio Magnani.
Por este conjunto de razões, as Histórias da Fundação de Roma são geralmente datadas de 1590 a 1591, o que é totalmente coerente com a entrada de Lorenzo Magnani no Senado de Bolonha em 1590 e amplamente considerada a ocasião da encomenda do empreendimento decorativo.

## Apreciação crítica

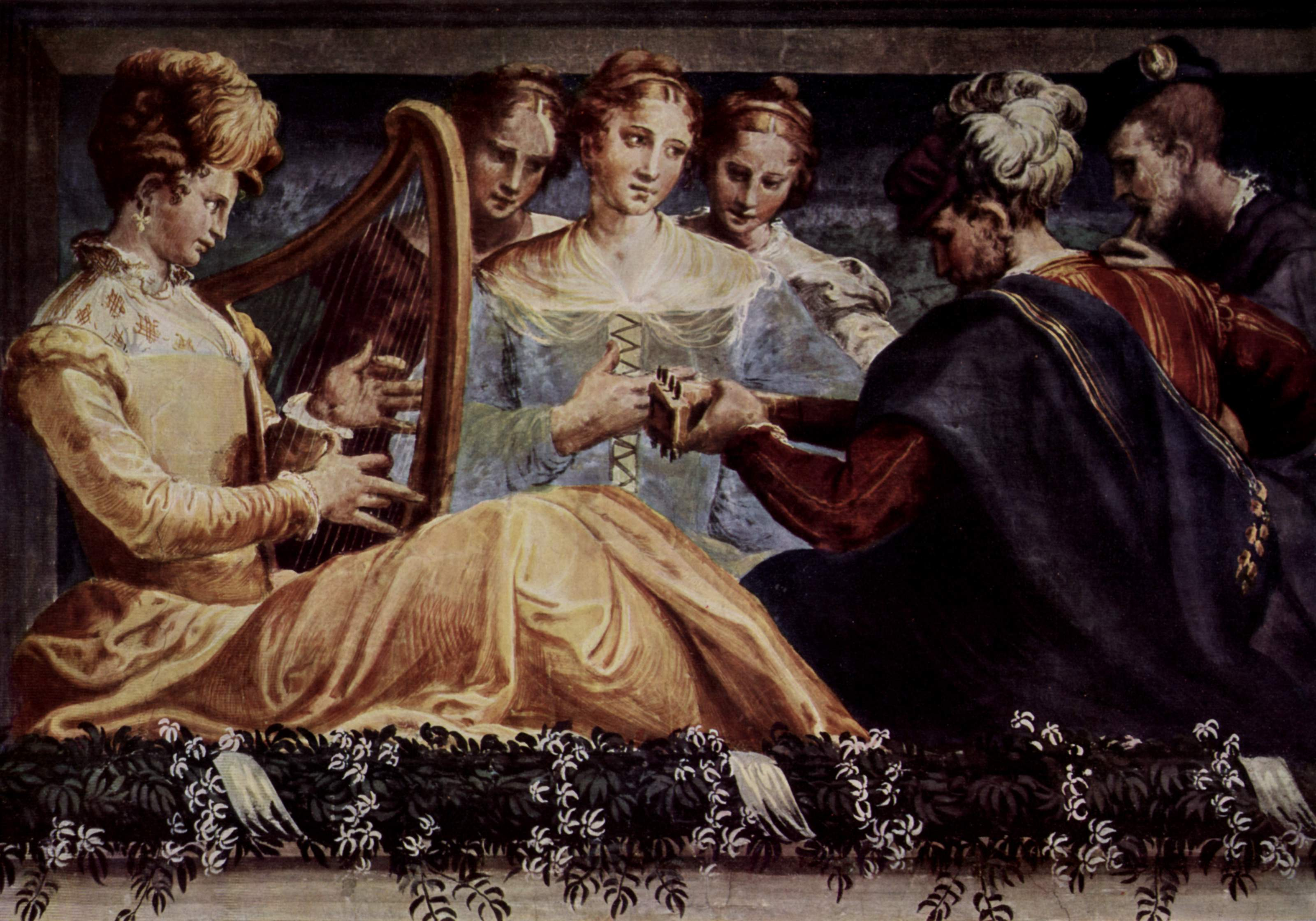
Scene cortesi (c. 1550), Niccolò dell'Abbate, um dos afrescos do Palazzo Poggi, em Bolonha

Os afrescos do Palazzo Magnani são a expressão máxima atingida pela reforma anti-maneirística da pintura liderada pelos Carracci e, principalmente, por Annibale. Nas histórias de Rómulo e Remo encontra-se, comparando com tantas outras, mesmo preciosas, decorações civis bolonhesas ainda recentes, um claro desvio naturalista afastado dos artifícios do maneirismo.
As figuras do friso Magnani são sólidas e com poses credíveis ("figuras em seus movimentos muito naturais" sublinha Giovanni Pietro Bellori), bem como os episódios representados ocorrem em ambientes verosímeis. Assim, como vimos, nas histórias de Rómulo e Remo existem várias vistas do campo, acima de todas a cena de abertura, dignas de um lugar proeminente na história da pintura de paisagem italiana.

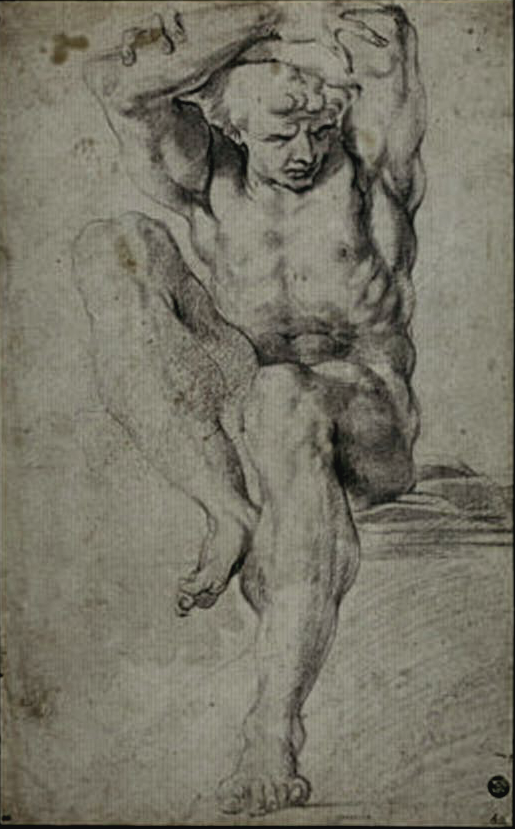
Estudo para um atlante do Palazzo Magnani (Telamone seduto), Annibale ou Agostino Carracci, Louvre

De acordo com Malvasia, em Felsina Pittrice (1676), o alcance inovador das Histórias da Fundação de Roma foi imediatamente reconhecido e apreciado pelos artistas bolonheses da época como Bartolomeo Cesi e Prospero Fontana para quem, alguns frisos de Niccolò dell'Abbate, vangloriados na pintura local, na presença da obra dos Carracci parecem de repente "amaneirados e aborrecidos". A única apreciação crítica e logo negativa registada por Malvasia é a de Denijs Calvaert, artista de origem flamenga e bolonhês por adopção, em cuja opinião "valer-se assim francamente do natural, é uma covardia e uma fraqueza de espírito". Palavras que destacam claramente a profunda diferença na abordagem da arte entre a velha escola de Bolonha e os revolucionários Carracci.
O "natural", no entanto, não é o único mérito do ciclo encomendado pelo senador Magnani: também o é, se não para além disso, a cor vívida de ascendência veneziana. A este propósito são eloquentes as palavras de Bellori (Le vite de' pittori, scultori et architetti moderni, 1672): "no salão do senhor Lorenzo Magnani há um outro friso, que torna o nome de Carracci glorioso em qualquer parte da pintura, e principalmente na cor, que eles tiraram do seu pincel e que na nossa época não houve melhor".

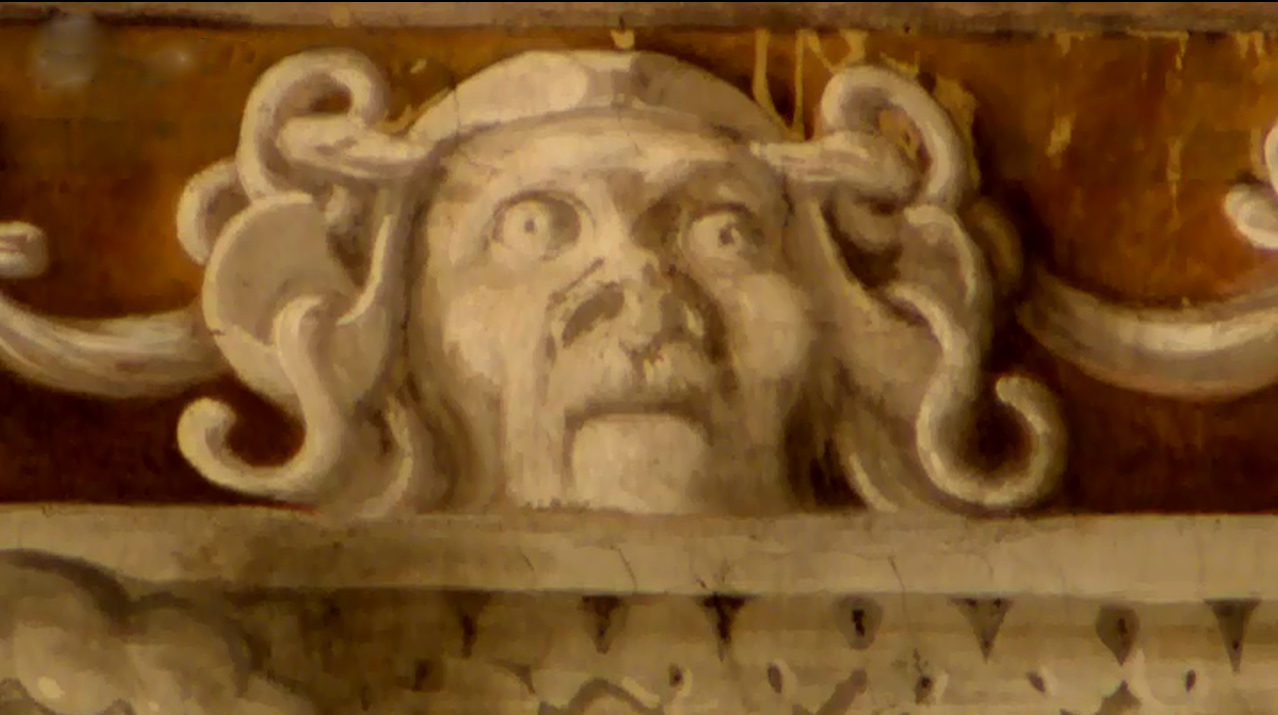
Uma das máscaras do friso Magnani

A tudo isto acresce uma série de invenções decorativas que dão um novo significado ao jogo de observações entre ilusão e realidade, que se nota num dos principais exemplos da pintura barroca nascente. Invenções como os putti que brincam com o observador, ou as "loucas" máscaras que procuram olhar os afrescos que enquadram, num jogo entre vários níveis de ficção, no diálogo entre cenas narrativas e elementos decorativos do friso. Grande parte disto será replicado nos afrescos do Palazzo Farnese (Roma), obra-prima de Annibale Carracci e o ato fundador do barroco romano.
Por este conjunto de razões, os afrescos do Palazzo Magnani são, segundo Donald Posner, um dos principais estudiosos de Annibale Carracci, "uma das obras de excelência da pintura do final do século XVI", bem como a "verdadeira grande obra-prima coletiva dos Carracci".

## Ligação externa
- Rai News (ed.). «Vídeo sobre os afrescos do Palazzo Mangnani»em italiano:  {{{1}}}